# トランスフォーマー アニメイテッドのキャラクター一覧
トランスフォーマー アニメイテッドのキャラクター一覧ではアニメ『トランスフォーマー アニメイテッド』、および同作の玩具に登場する架空のキャラクターについて記述する。
本項での話数の数え方はカートゥーン ネットワーク版およびDVD版に準拠する。 また、本稿での「カードゲーム」は、セガのアーケードゲーム『トランスフォーマー アニメイテッド ザ・チェイス』『トランスフォーマー アニメイテッド ザ・シューティング』を指す。その他、本項で用いられる専門用語に関しては#用語解説を参照。
なお、登場人物は多岐に渡るため、主要登場人物を中心に記述を行い、ストーリーに関わらないモブキャラクターの解説については省略した。
声優は日本語版 / 英語版の順に記載。

## オートボット / Autobots
これまでのシリーズにおけるサイバトロンに当たる。基本的に飛行することは出来ない。また、ほとんどのオートボットが自動車に変形する。

### オプティマス部隊
第1話ではサイバトロンモードだが、第2話にて地球のビークルをスキャンして以降はアースモードになっている。
部隊司令官 オプティマスプライム / Optimus Prime
声 - 高橋広樹 / デビッド・ケイ
本作品のトランスフォーマー側の主人公。辺境のスペースブリッジ修復任務を受け持つオプティマス部隊の若きリーダーであり、地球に住むオートボットの代表的な立場にある。アニメ版ではアースモードでは消防車に変形するが後部の放水ユニットが無い状態で変形することが多く、トレーラーコンテナやダンプカーの荷台も牽引している。サイバトロンモードはサイバトロンタイプのトラックに変形する。
武器は柄が伸縮自在のバーニア付きの戦斧・ウルトラアックス（Ultra-Axe）と、両腕から発射するワイヤー・ウルトラアンカー（grapple）に投網・ウルトラネット、泡状消火剤・ウルトラスプレー、捕獲用投擲ボーラ・ウルトラクラッカー（bolo cannon）。ビークルモードの上部には放水銃・オプティマスライフルを内蔵。ワイヤーでは相手を絡め取る以外にロープアクションも行う。素顔のままで戦うことが多いが、状況に応じてマスクを装着する。
未熟ではあるがリーダーの資質は十分にあり、素早い行動力と決断力により数々の困難を乗り越えていくが、その反面、責任感が強過ぎるためにかえって部下を蔑ろにすることもある。元々はオートボット大学にいたが、未知の惑星の探索において友人のエリータ1（エリータワン）を失ったことをきっかけにエリートガードになるのを断念している。この一件がトラウマとなり、第10話（英語版では第9話）では作り物でさえ蜘蛛を見ると我を忘れて滅多切りにしていた。
玩具はハズブロおよびタカラトミーからは5つのサイズのものが販売されており、大きい順からスプリーム（日本におけるライト&サウンド版）、ヴォイジャー、デラックス、アクティベイター、レジェンズ（EZコレクション）がある。サイバトロンモードのものはデラックスクラスのみ。また、玩具限定で赤、黒、金のボディカラーとなったエリートガードバージョンが存在し、EZコレクションvol.4とトランスフォーマー アニメイテッド大百科誌上限定アイテムのものがある。
日本語版での一人称は「私」だが、てれびくん4月号の付録「戦え!!オートボットVSディセプティコン」の中では「俺」と言っている。
日本語版の第2話の次回予告において提供クレジットにおける「オプティマスプライム（コンボイ）の愛称を考えよう」というバンブルビーとの会話にて、コンボイと呼ぶのは駄目だという趣旨の発言をしている。
部隊司令官 ウイングブレードオプティマスプライム / Wingblade Optimus Prime
オプティマスプライム（コンボイ）が安定翼の付いたジェットパック（プロールが持っているブースターを使用しているが、日本語版ではそのシーンはカットされている）を装着した形態。玩具ではハンマーの形をしたストームブリンガーが付属しているが、アニメ版ではラチェットがサイバトロン星から持ち帰ってきたウルトラマグナスのマグナスハンマー（the Magnus Hammer）を使って戦った。ジェットパックのウィングと腕のパーツの形状はゴッドジンライ/God Ginraiのオマージュとなっている。
玩具では通常のヴォイジャークラスのオプティマスプライム（コンボイ）をクリア仕様にしたものに追加装備を付けたものとなっており、装備は通常のオプティマスプライム（コンボイ）に付けることも可能になっている。
部隊司令官 パワーマスターオプティマスプライム / Powermaster Optimus Prime
海外ムック本『TRANSFORMERS ANIMATED: THE ALLSPARK ALMANAC II』による企画案のみで終わった第4シーズンではオプティマスプライム（コンボイ）がエイペックスアーマーを装着したパワーマスターに強化される（パワーアップする）予定であった形態。オールスパーク(All Spark)と一体となったプロール、サイバトロン星に残ることとなったサリとアイアンハイドに代わり、ジャズとアーマーハイドが新たなメンバーとして加入して、「新生オプティマス部隊」を結成して再び地球に常駐する予定であった。
再び地球に常駐した際のアースモードでは背中にウルトラマグナスのマグナスハンマー（the Magnus Hammer）を背負い胸や肩そして両足などに黄色のデザインが新たに加えられG1のスターコンボイ/Star Convoyによく似たものとなっている。彼の胸の形状は、黄色の十字星のマークと肩や両足の形状は、黄色のファイアーエムブレムが入っている。
エイペックスアーマーを装着してウイングブレードオプティマスプライムをさらにグレードアップさせたパワーマスターオプティマスプライムへと強化（パワーアップ）をする。
エイペックスアーマーを装着したパワーマスターモードではアースモードと同じ消防車に変形する。
もう一つは『超神マスターフォース』の最高総司令官ゴッドジンライ/God Ginraiによく似たものになっている。
高速戦闘員 バンブルビー / Bumblebee
声 - 岸尾だいすけ / バンパー・ロビンソン
オプティマス部隊の中で最年少のメンバー。アースモードは黄色いコンパクトカー（ハッチバック型）の覆面パトカー、サイバトロンモードはバギー型のビークルに変形する。玩具での変形パターンはブレイクダンスがモチーフ。武器は両腕の針型のスタンガンから電撃を照射するエナジースティンガー（stingers）で、第32話で同じ部隊のラチェットによってリミッターが解除されてからは出力の上がったハイメガスティンガーへとパワーアップしている。小型ゆえに加速や小回りが利き、専用ブースター（turbo booster）を付ければさらなる高速走行や短時間の飛行も可能。アニメ版ではオプティマスプライム（コンボイ）同様、マスクを状況に応じて着用している。
チームのメンバーの中でスピードが速いことを自慢しており、ロボットモードでも足の車輪によるローラーダッシュで高速移動が可能。地球の子供の感覚に近い自信過剰な性格で真っ先に地球の文化に馴染み、人間のサリとも親友となる。アニメ版では日本語版と英語版共にテレビ番組や音楽、コンピュータゲームなど様々な地球の娯楽を楽しんでいる様子があり、第34話では対戦型格闘ゲームに熱中していた。また、小さいことに対して誇りを持っていたG1に登場した同名のキャラクターとは逆に身長の低さに関してコンプレックスを抱いている。
第4シーズンでは新たに黒色のライン塗装や肩の形状のデザインが変更する予定であった。
玩具はアースモードのみが販売されており、デラックスクラス、アクティベイター、EZコレクション（レジェンズ）の3つのサイズが存在する。また、オリジナルとしてエリートガード・バンブルビーやジェットパック・バンブルビーも存在する。
名前の由来はマルハナバチで、英語版では訓練生時代の教官であるセンチネルが「ワスプ（スズメバチ）より格下」という意味でつけたが、日本語版ではセンチネルが名前をつける際に「バンバン撃つからバンブルビー」とこじつけている。
日本語版を演じる岸尾はアドリブをよく入れられるポジションだと語っている通り、他のアニメやドラマなどのパロディと見られる台詞をよく言う。
日本語版での一人称は「ボク」であるが、カードゲームではG1に登場した同名のキャラクターと同じ「おいら」となっている。
救急医療員 ラチェット / Ratchet
声 - 大川透 / コーリー・バートン
オプティマス部隊のメンバーで主に治療や修理を担当する。部隊の中では最も古参のオートボットでサブリーダー的な存在でもある。かつてはサイバトロン星でも名の知れた腕利きの医師であった。地球では救急車、サイバトロンモードではキャタピラの付いた4脚の救急車に変形する。ロボットモードでは中年太りのような腹回りになっているのが特徴。態度が辛辣でしばしば軋轢の元となることもあるが日本語版では英語版に比べて人当たりが良くなっている。武器は両腕に装備されたマグネティックマニピュレーター（magnets）（日本語版では発動の際、マグネットパワーと叫ぶ）で、自分自身も含めた物体の移動や磁力場に封じ込たりバリアを張るなど応用が利く。また、バンブルビーと協力して強力な電磁パルスを発生させることも可能。
グレートウォーでは衛生班として参加しており、その際にロックダウンに捕まり医療麻酔用のEMPジェネレーターを奪われてしまったが第5話（英語版では第7話）にて奪回している。
日本語版のオープニング映像ではロングアーム（ショックウェーブ）との戦闘シーンが描かれている。
第4シーズンでは『実写映画版』のラチェット/Ratchetのカラーリングによく似た緑色のレスキューカラーデザインに変更する予定であった。
日本語版では鹿児島弁に似た口調で話す。演じる大川透は鹿児島出身でネイティブな鹿児島弁を喋れるが、大川透曰く「本格的に鹿児島弁を使うと周囲に伝わらないため、バランスを考えながらやっている」とのこと。
玩具はアースモードがデラックスクラスとアクティベイター、サイバトロンモードがデラックスクラスで発売されている。
警備員 アイアンハイド / Bulkhead
声 - 三宅健太 / ビル・ファッガーバッケ
オプティマス部隊のメンバーでチーム1の怪力を誇る。丸々とした体型に大きな腕が特徴。アースモードは緑色の装甲車（SWAT戦闘トラック）、サイバトロンモードはブルドーザーに変形する。武器はその怪力と両腕から発射するワイヤー付き鉄球・レッキングボール（wrecking ball）。背中のアーマーは自分専用の椅子にも変形でき、腹部には収納用のポケットもある。
大柄な外見に反して性格は気が優しく繊細で、発想力があって機転も利く。また、かなりの不器用で周囲のものを必要以上によく壊す反面、仲間を傷付けるものは決して許さない。バンブルビーとは訓練生時代からの友人である。スペースブリッジの補修任務に就くのが長年の夢であり、この分野において銀河で右に出るものが無いほどの知識と才能を持っている。訓練生のころにバンブルビーと失態を犯してしまったために左遷されスペースブリッジの整備工となったが、アイアンハイドにとってはむしろ願ったり叶ったりだった。
第4シーズンではサリと共にサイバトロン星に残ることになる予定であった。
担当した三宅健太は「優しいお相撲さん」のイメージで演じていたという。
英語版と日本語版では名前が異なるが、これは日本語版が「実写映画版との連動」を前提にしたため、それに伴い名称が変更されたためである。英語版では、本作品に登場するアーマーハイド/Armorhideにアイアンハイド/Ironhideの名前が与えられている。
英語版のアイアンハイド / Bulkheadは、『スーパーリンク』に登場する空中防衛官スプラング / Bulkheadから名前をとっているが、名前以外の共通性はほとんどない。なおデザイン自体は本作品が初出で、次回作『プライム』では、そのままバルクヘッド（通称ボケ） / Bulkheadの名で登場している。
玩具はアースモードのみでヴォイジャークラスおよびリーダークラス（日本におけるライト&サウンド版）、アクティベイターのものが存在する。
機密偵察員 プロール / Prowl
声 - 遊佐浩二 / ジェフ・グレン・ベネット
オプティマス部隊の非正規隊員で孤高を好む忍者スタイルの戦士。アースモードは黒色の警察用バイク、サイバトロンモードは前輪がせり出した2輪ビークルに変形する。立体ホログラフを扱う能力があり、ダミーの警察官を搭乗させたり自分の分身を投影させることが出来る。なお、サウンドウェーブによって人間の姿で電脳世界に幽閉された際、プロールはダミーの警察官と同じ姿をしていた。武器は師匠のヨケトロンから授かり、脚部に内蔵されている手裏剣・ソーサエッジ（shuriken hubcaps）で、両足のタイヤを回転させて武器として使用することもある。また、肩に装備されているジェットで短距離の飛行も可能。アニメ版ではオプティマスプライム（コンボイ）同様、マスクを着用する。正式な戦闘訓練は学んでいないが、かつてサイバーニンジャの開祖であるヨケトロンの下で修練をしている。ヨケトロンの死により、ある小惑星にて隠遁していたところをオプティマスプライム（コンボイ）に出会ったことをきっかけに彼のチームに加わった。
地球の自然に感銘を受け純和風（のようなもの）を好む。生真面目な性格で、お喋りなバンブルビーとは対照的な性格および感性の持ち主。当初は集団行動を好まず静かに一人でいることを好んでいたが、仲間と接しているうちに徐々に仲間との距離を縮めていく。
玩具ではアースモードのみでデラックスクラスとEZコレクションのものが販売されている。限定で白を基調としたエリートガードバージョンが存在し、EZコレクションvol.4および東京おもちゃショーの記念アイテムとして売られた。
日本語版では、一人称が「私」もしくは「拙者」（第1話と第35話（回想シーン）では「俺」）で、語尾が「～である」とついた古めかしい口調になっている。ただし、ヨケトロンの弟子になる前は普通（正確には「乱暴な口調」）に話していた。
機密偵察員 サムライプロール
第23話で共闘したロックダウンから譲られた強化アーマー（Sidecar Samurai Armor）を装備してサムライプロールとなった形態。強化アーマーを装着した際にはサイドカーに変形する。肩のジェットによる飛行能力も強化され、円形のシールド（Shield Mod）に電撃棒（seismic staff）とレーザーブレード（laser scalpel）を装備している。
第23話では一度破棄するが、第35話で新たな鎧を装備して以降はこの状態が基本形態となる。第23話のものと第35話以降のものでは兜が違い、後者はプロールの師であるヨケトロンが着けていた兜を被っている。
最終話である第42話では最終決戦でサイバーニンジャとして覚醒した自身の力によってほとんどのオールスパーク（All Spark）の欠片を集めるものの全ては回収できずその不足分を自身のスパークで補うことによってオールスパークを復活させた。自身を犠牲にしてオールスパークを復活させた後オールスパークの幽体になってオプティマスプライム（コンボイ）とメガトロンの最終決戦でのラグナッツスプリームの時間切れによる自爆からオプティマスプライム（コンボイ）を救っている。
第4シーズンではオールスパーク（All Spark）と一体となっており、センチネルがメガトロンを倒すためにオールスパークの力を使用することを決定し地球へと向かうがオールスパークの幽体となってセンチネルがもたらすであろう潜在的に恐ろしい結果についてオプティマスプライム（コンボイ）に警告をする予定であった。
玩具はアーマーを外した状態のプロールも一部新規パーツとなっており、ウィングブレードオプティマスプライムのような通常のものとの互換性はない。

### エリートガード
総司令官直属の精鋭部隊。総隊長は総司令たるウルトラマグナスが兼任している。ウルトラマグナスとセンチネルは第1話に登場しているが、エリートガードが本格的に登場するのは第17話から。サイバトロン星ではフォートレスマキシマス/Fortress Maximusを拠点としている。
エリートガード総司令官 ウルトラマグナス / Ultra Magnus
声 - 銀河万丈 / ジェフ・グレン・ベネット
オートボットの最高司令官。アースモードはミサイルコンテナ付きM983 HEMTT（Heavy Expanded Mobility Tactical Truck＝重高機動戦術トラック）、サイバトロンモードは無限軌道式の大型ビークルに変形する。武器はマグナスハンマー（the Magnus Hammer）で、雷雲を呼び雷を落とす攻撃・サンダーボルトを放つ。厳格な性格だが、実績のないオプティマスプライム（コンボイ）のリーダーとしての熱意や力量を認めるなど、枠に囚われない柔軟性も持っている。
第34話にてスパイとして潜入していたショックウェーブの襲撃によって重傷を負い、最終的には総司令官の任も解かれる。なお、企画案のみで終わった第4シーズンではその傷が元で死亡するという設定が準備されていた。
グレートウォーにおいてはラチェットの直属の上司であり、かなりの功績を上げた。
エリートガード参謀 センチネル / Sentinel Prime
声 - 諏訪部順一 / タウンゼンド・コールマン
地球に来たエリートガードの副官。アースモードは雪掻き用ブレードを装備したモンスタートラック（大型除雪車）、サイバトロンモードでは六輪車に変形する。戦闘においては顔面にフェイスプレートを装着し、エナジーランス （battle lance）とブーメランのように投げて攻撃したりエネルギーシールドを張ったりと攻守可能な円形盾・スカイブームシールド（Skyboom shield）で武装する。
エリートガードに入ることができるだけの実力はあるが、自尊心が強くて短気で自信過剰な性格であり、他人の忠告を全く耳にしない。また野心家で手柄や出世に拘り、何かとトラブルメーカーとなることが多い人物である。サイバトロン星では有機生命体と接することがないため、有機生命体を蔑視している。
大学時代の同期生であるオプティマスプライム（コンボイ）とは友人だったが、共通の友人であったエリータ1（エリータワン）を未知の惑星で失ったことから彼との間には蟠りのようなものが生まれ、その関係は微妙なものになってしまったが、第36話にてブラックアラクニアへと変わり果てたエリータ1（エリータワン）と再会したのをきっかけにオプティマスプライム（コンボイ）と和解した。
オートボット大学卒業後は訓練生だったバンブルビー、アイアンハイド、アーマーハイド、ロングアーム、ワスプの教官を務めたこともあり、彼らの名付け親でもある。
第36話以降は重傷を負ったウルトラマグナスに代わって総司令官の代理を務めることとなる。また第4シーズンでは総司令官に昇格する予定であった。
「センチネル・プライム」という名のトランスフォーマーはこれまでの作品にも登場しているが、性格などはアニメイテッド独自のものである。日本語版での名前は単に「センチネル」だが、アイキャッチでは「SENTINEL PRIME」の表記が用いられている。
日本語版の一人称は「俺」。目上の者などに対しては「私」や「わたくし」。物語後半では主に「私」を使用している。
センチネルマグナス / Sentinel Magnus
第4シーズンでセンチネルが総司令官に昇格する予定であった形態（エイペックスアーマーを装着したパワーマスターに強化される（パワーアップする）予定であった形態）。新たにデザインが変更されている。
後日談を描いた「レジェンズ」の玩具のスリップストリームに付属している漫画版（出張版第16話）では登場し、指名手配犯のスリップストリームを捕らえるように命じた。
エリートガード将校 ジャズ / Jazz
声 - 石川英郎 / フィル・ラマール
センチネルを補佐するエリートガードの一人。スポーツカーに変形する。ノリが軽く、かつ穏健で柔軟な考えもあり、オプティマス部隊と地球人やその文化には好意的だが、その一方で上官であるセンチネルとは衝突することが度々ある。第40話にてオプティマス部隊に合流する。ヨケトロンの道場のサイバーニンジャ歴代継承者の一人であり、プロール以上の腕前を持つメタリカトーの使い手。武器は二振りのヌンチャク・レーザーヌンチャク（laser nunchaku）。
G1に登場したマイスター/Jazzがモチーフであり、ビークルモードはGENBALLAの「Avalanche（アバランシェ）」によく似たスポーツカーに変形する。
日本語版では一人称は「私」（第42話のみ「俺」と言っている）。
第4シーズンではオールスパーク(All Spark)と一体となったプロール、サイバトロン星に残ることとなったサリとアイアンハイドに代わり、アーマーハイドと共に「新生オプティマス部隊」の新たなメンバーとして加入する予定であった。
後日談を描いた「レジェンズ」の玩具のスリップストリームに付属している漫画版（出張版第16話）では登場し、指名手配犯のスリップストリームを捕らえようとした場面に登場した。
エリートガード超速戦士 セーフガード / Safeguard
声 - 山口勝平、高木渉 / トム・ケニー、フィル・ラマール
第34話から登場した双子のオートボット、ジェットファイアーとジェットストームが合体したコンビネーションフォームで本作品では唯一の合体戦士。ワスプ逮捕のためにセンチネルの部下として地球に訪れた。スタースクリームを解析して得られたデータを基にアップグレードが施されているため、他のオートボットと異なり飛行能力を持つ。日本においてはアニメ版に登場するより先に、玩具が発売された（日本語版ではこれをネタにし「6月からおもちゃは売ってまーす!」という台詞があった）。
ボディの右側がジェットファイアー、左側がジェットストーム。2人の装備を合体して炎の竜巻を放つ「バーニングストーム」を武器として、チームダイノボットやサンストームを圧倒するほどの実力を持つ。また、ジェット機形態で合体するとスーパージェットになり、マグネット付きワイヤーを使って物を牽引することが可能。
後日談を描いた「レジェンズ」の玩具のスリップストリームに付属している漫画版（出張版第16話）では登場し、指名手配犯のスリップストリームを捕らえようとした場面に登場したが、合体が解除されてしまった。
エリートガード初級士官 ジェットファイアー / Jetfire
声 - 山口勝平 / トム・ケニー
最年少のエリートガード。ボディカラーはオレンジで、SFジェット機に変形する。武器は腕より放つ火炎弾。非常に身軽で壁走りも難無くできるほど。戦闘機のパイロットを彷彿とさせる頭部が特徴。
日本語版ではジェットストームと共に「ジェット!」という掛け声をかけるのが口癖である。
エリートガード初級士官 ジェットストーム / Jetstorm
声 - 高木渉 / フィル・ラマール
ボディカラーは青で、SFジェット機に変形する。腕から発生させる強風を起こし、さらにジェット形態で高速回転することにより竜巻を起こすことが出来、敵を翻弄する素早い動きをする。青いカラーリングや頭部のデザインは『超生命体トランスフォーマー ビーストウォーズリターンズ』に登場した同名のキャラクターを意識したものとなっている。
エリートガード特務調査員 ブラー / Blurr
声 - 櫻井孝宏 / ジョン・モシッタ二世[7]
情報部に所属するオートボット。初登場した第21話ではリモコンで操作される青いレーシングカーとして行動していた。
普段は自動車を装って潜入調査しており、任務中は全く喋らずに単独で行動している。その反面、一旦喋り出すと仲間たちでも理解出来ないほどの早口かつお喋りになり、彼自身も「宇宙一の早口ロボット」を自称している。武器はボンネットから出るエナジーソーだが、本編では使用しなかった。
超高速移動を得意とし、そのスピードは速さに自信があるバンブルビーをも上回る。
第31話ではショックウェーブ（ロングアーム）によってプレス機のような押し潰すトラップに誘導され、キューブの姿になってしまい、続く第32話ではクリフジャンパーに投棄されてしまうが、海外ムック本『TRANSFORMERS ANIMATED: THE ALLSPARK ALMANAC』ではスパークはまだ無事であることが明かされており、『The Return of Blurr』にて復活を果たす。
漫画版のザ・クールでは第7話で登場。
後日談を描いた「レジェンズ」の漫画版のエピローグでは登場し、サイバトロン星の刑務所に収監しているディセプティコンを監視していた。
ワーパス / Warpath
声 - 伊丸岡篤 / デビッド・ケイ
第35話の回想シーンにて登場したエリートガードの1人。ヨケトロンとは知り合いで、プロールをヨケトロンの元に託した。モチーフはG1に登場した同名のキャラクター。

### チーム・ダイノボット
アニメ版ではチームダイノボット、玩具ではダイノボット軍団と呼ばれる。第8話（英語版では第6話）より登場。力は強いが知能はあまり高くなく、オートボットの敵に利用されることも多い。メンバーはそれぞれオートボットのエンブレムをつけている。第26話にて偶然保護したブラックアラクニアに好意を抱き、しばらくの間は彼女に従っていた。漫画版のザ・クールでは第3話で登場。
ダイノボット指揮官 グリムロック / Grimlock
声 - 藤原啓治 / デビッド・ケイ
ダイノボットのリーダー。ティラノサウルス型のメカ恐竜に変形する。恐竜形態では口から火炎放射、ロボットモードでは炎に包まれた黒い剣・サーマルソードを使い、剣から炎を放つことも可能。片言でしか話せない。ただし、日本語版のオープニングと次回予告では普通に話している。
自身の強さに対するプライドが高く、恩人であるプロールとアイアンハイド以外の言うことを素直に聞かない。ブラックアラクニアへの好意がダイノボットの中で最も顕著であるため、オプティマスプライム（コンボイ）に対する対抗意識が強い。
G1のグリムロックと同様、「オレ、グリムロック!（Me, Grimlock!）」と喋る癖がある。日本語版ではそれに加え『ビーストウォーズ』のダイノボットと同じ「ダーッ!」が口癖になっている。
玩具はヴォイジャークラスとアクティベイターのものが存在する。
ダイノボット砲撃戦士 スナール / Snarl
声 - 長嶝高士 / 台詞なし
ダイノボットの一員。トリケラトプス型のメカ恐竜に変形する。恐竜形態では口から火炎放射、ロボットモードでは炎に包まれた棍棒・サーマルクラブを使う。後に一時的にスクラッパーのペットとなり、サリの要請でサウンドウェーブと戦ったが、戦いが終わった後スクラッパーの元を離れた。
英語版では喋らず、日本語版では「スナール!」としか喋れない。
なお「スナール」の名称は他シリーズではステゴサウルスに変形するダイノボットの名前であるが、『トランスフォーマー ジェネレーションズ2010』によると企画段階では「スラッグ/Slag」（シリーズにおいてトリケラトプスに変形するダイノボットの名前）と設定されていたことが記述されている。
ダイノボット爆撃戦士 スワープ / Swoop
声 - 飛田展男 / 台詞なし
ダイノボットの一員。プテラノドン型のメカ恐竜に変形し空を飛べる。翼竜形態では口から炎と超音波攻撃を出すことができ、ロボットモードでは炎に包まれたモーニングスター（フレイル）・サーマルメイスを使う。グリムロックほど顕著でないがブラックアラクニアに好意を抱いている。
英語版では喋らず、日本語版では「スワープ!」としか喋れない。

### チーム・アセニア
地球とは別の星でディセプティコンと交戦している部隊。第30話に登場。チームロディマスと記されることもある。
部隊司令官 ロディマス / Rodimus Prime
声 -  石丸博也 / ジャド・ネルソン[7]
部隊のリーダーを務める若きオートボット。オートボット大学出身の有望株で将来は総司令官になることを期待されている。武器はエネルギーを矢にして放つエナジーボウガン。作中では変形しないが、ホットロディマス同様、スポーツカーに変形する。
スペースブリッジ防衛の任務に就いていたが、チーム・ジャールの襲撃によりスペースブリッジを奪われてしまう。
SONS OF CYBERTRONとしてタカラトミーからオプティマスプライム（コンボイ）とセットで発売されたものが世界で最初の玩具化である。
また、ハイパーホビー誌上通販限定アイテムとして仕様変更品のブラックロディマスが存在する。ロディマスの名が付くトランスフォーマーとしては初のディセプティコンで、役職は暗黒司令官となっている。
局地戦闘員 アーマーハイド / Ironhide
声 - 伊丸岡篤 / コーリー・バートン
体表を鋼鉄よりも硬化させる能力を持った若きオレンジ色の戦士。第19話、第25話、第30話、第34話に登場。サイバトロン星の衛星にあるムーンベースの出身。サイバトロンモードのラチェットと同型の四脚型トランスポーターに変形する。訓練生時代はバンブルビーやアイアンハイドと同期であった。
第34話ではサイバトロン星に戻っており、ショックウェーブによって破壊されたウルトラマグナスを発見する。
G1のアイアンハイド/Ironhideをモチーフにしたキャラクターだが、日本語版では別のキャラクター（バルクヘッド（通称ボケ)/Bulkhead）に「アイアンハイド / Ironhide」の呼称が与えられたため、こちらは「アーマーハイド / Armorhide」に変更されている。英語版においては訓練生時代の教官であるセンチネルが彼の「硬化能力」から「アイアンハイド（鋼鉄の皮膚）」と名付けるが、日本語版ではほぼ同じ文脈で「アーマー（鎧）」と言い換えている。「アーマーハイド」の名称自体は、『マイクロン伝説』など以前のシリーズから登場している。
英語版との名前の相違は以前のシリーズでは珍しくなかったが、名前の統一を意識した『実写映画版』以降では稀有な例となっている。
日本語版のオープニング映像ではブリッツウィングとの戦闘シーンが描かれている。
第4シーズンではオールスパーク(All Spark)と一体となったプロール、サイバトロン星に残ることとなったサリとアイアンハイドに代わり、ジャズと共に「新生オプティマス部隊」の新たなメンバーとして加入する予定であった。
アースモードのビークルモードはセンチネルと同型のモンスタートラック（大型除雪車）に変形する。
アースモードは2つの異なるデザインがあり、1つは『実写映画版』のアイアンハイド/Ironhideのカラーリングによく似た黒色と肩の形状にセンチネルによく似たデザインで、もう1つはG1のアイアンハイド/Ironhideの玩具（顔が無くフロントガラス越し）によく似たもので武器は両腕に取り付けたアームキャノン / アームキャノン砲（Arm cannon）を装備しているデザインになる予定であった。
ホットショット / Hot shot
声 - 岡野浩介 / ビル・ファッガーバッケ
武器は両腕に装備された火炎放射器も兼ねる溶接トーチ。ディセプティコンに果敢に挑んでいく性格。モチーフは『マイクロン伝説』のホットロッド/Hot Shot。
玩具は試作版が作られたが、キャンセルとなった。カラーリングは、海外版で同名のキャラクターであるエクシリオン/Exillionに由来する。
レッドアラート / Red Alert
声 - 愛河里花子  / タラ・ストロング
治療や修理を担当する女性型オートボット。救急車に変形する。腕がレーザーメスとなる。モチーフは『マイクロン伝説』のラチェット/Red Alertだが、性別などの設定が異なっている。
ブローン / Brawn
声 - 長嶝高士 / 台詞なし
茶色のハーフトラックに変形する。怪力が自慢。モチーフはG1に登場したゴング/Brawn。

### その他のオートボット
情報捜査員 アーシー / Arcee
声 - 高垣彩陽 / スー・ブルー[2]
グレートウォーにおいて臨時諜報員として活躍した女性戦士。フューチャーカーに変形する（作中では変形していない）。武器はクリスタルソード。グレートウォーでは戦局を左右する兵器・オメガスプリームを起動させるための最終アクセスコードを保持していたが、ラチェットと共にロックダウンに捕まった際に機密保持を目的として自らのメモリーコアを初期化させたため、全ての記憶を失っている。その後、機密施設に安置されていたが、第40話にてスパイとしてサイバトロン星に潜入していたショックウェーブに連れ去られてしまう。第42話でラチェットたちによって救出され、サリのカギによって記憶も取り戻した。グレートウォーが起きる前は教師をしていた。
初登場時とその後の登場とでは細かいデザインが異なっている（車輪の有無や分割線がない点など）。
カードゲームでは色違いのオリジナルキャラとしてクロミア/Chromia（アーシーがピンクに対し、クロミアは水色）も登場している。
日本語版のオープニング映像では同じ女性戦士であるディセプティコンのブラックアラクニアとの戦闘シーンが描かれている。
漫画版のザ・クールでは未登場。
エリータ1（エリータワン） / Elita-1
声 - 柚木涼香 / クリー・サマー
第10話（英語版では第9話）に登場。オートボット大学時代のオプティマスプライム（コンボイ）とセンチネルの共通の友人だった女性戦士。
触れた相手の能力を一時的にコピーする能力を持つ。
未知の惑星での探査の際、巨大な蜘蛛に似た生物をコピーしようとし、その生物の毒に侵された結果、半有機ロボット生命体となった。その後はブラックアラクニア/Blackarachniaを名乗りメガトロンの部下となる。
環境保護員 レックガー / Wreck-Gar
声 - 岩田光央/ アル・ヤンコビック
第20話と第38話に登場した地球製トランスフォーマー。ゴミ収集車に変形する。背中のタンクからオートボットやディセプティコンのエンブレムを含む色々なものを出すことができ（入っているゴミの量は明らかに自身の体積よりも多い）、ドライバー1つでトランスフォーマーのボディを簡単に解体する腕も持つ。
オールスパークの破片の力によりゴミの中から誕生したため、常にハエが纏わり付いている。ヒーローになりたいという願望があり、皆のためと思って行動しているが、何も考えずに他者の言葉に従って行動することもあるため、トラブルを頻繁に起こす。
言われた言葉をオウム返しに繰り返すのと「僕はレックガー!」が口癖。ただし、カードゲームではG1同様の独特の口調となっている。
変形するものこそ異なるが、顔の髭のラインなど、G1に登場した同名のキャラクターをモチーフにしている。
なお、日本語版ではその場に居合わせたアングリー・アーチャーに名前を問われた際に「バカタレ、クサイんだよ、ガラクタロボットと言われた」と答えたところ、名前が長過ぎるとしてレックガーと命名された。
第20話においてエリー湖に沈み、そのまま動けなくなってしまっていたが、第38話では自らオートボットの救出のためサウンドウェーブとの戦いへ向かうサリに協力した。
漫画版のザ・クールでは未登場。
情報長官 ロングアーム / Longarm Prime
声 - 檜山修之 / コーリー・バートン
サイバトロン星のスペースブリッジを管理する情報部の長官。エリートガードでもあるが、エンブレムは通常のオートボットと同じものを付けている。サイバトロンタイプの4脚クレーン車に変形し、手足を伸ばす能力を持つ（この能力を見て訓練生時代の教官であるセンチネルが「ロングアーム」と名付けている）。冷静沈着で、人当たり良く接する好青年。訓練生時代はバンブルビーと同期であったことが第25話にて描かれている。
その正体はメガトロンにより送り込まれたスパイであるショックウェーブが変装した姿である。
日本語版のオープニング映像ではラチェットとの戦闘シーンが描かれている。
漫画版のザ・クールでは未登場。
ワスプ / Wasp
声 - 野島健児 / トム・ケニー
脱獄犯として追われている元オートボット戦士。第25話、第34話、第36話に登場。バンブルビーと同型のボディであり、腕に内蔵されている針型スタンガンを武器としているのもバンブルビーと同様である（この武器を見て訓練生時代の教官であるセンチネルが「ワスプ」と名付けている）。
意地悪な性格で、ドジを踏んでしまうバンブルビーをからかったり、ポンコツ呼ばわりしていた。
第25話に初登場し、訓練生時代に身に覚えのないスパイ容疑で投獄されたため、その原因となるスパイ捜索を行っていたバンブルビーに対して恨みを抱いている。第36話でワスピネーター / Waspinatorに変貌する。
漫画版のザ・クールでは未登場。
情報補佐員 クリフジャンパー / Cliffjumper
声 - 伊丸岡篤 / デビッド・ケイ
センチネルの教官時代の同僚であり、現在は情報部に所属する赤いボディのオートボット。スパイであるロングアームがウルトラマグナスを襲撃し、失踪するまでは情報長官である彼の補佐を務めていた。サイバトロン星のオートボット基地であるメトロプレックス内で働いている。バンブルビーやワスプと同じプロトフォームから生まれたため、ボディは彼らのサイバトロンモードと酷似している。設定では気が短い。作中では変形していないが、玩具では頭部を除いてアクティベイター・バンブルビーから流用しているためバンブルビーと同型のコンパクトカーに変形する。第39話では情報長官の代役として、評議会のメンバーと共にセンチネルと会話している。カードゲームではカードをスキャンしていない場合に「ダメージver.」で登場する。
漫画版のザ・クールでは未登場。
オメガスプリーム / Omega Supreme
声 - 玄田哲章 / ケビン・マイケル・リチャードソン、フィル・ラマール（第3シーズン）
オプティマスプライム（コンボイ）たちが使う中型宇宙船が変形した超巨大トランスフォーマー。対ディセプティコン用の兵器として開発されており、単身での飛行、トランスワープが可能。後頭部の主砲の他に全身に武装を内蔵している。グレートウォーではオメガ計画と称して、オメガスプリームと同型のものが量産された。
思考回路は戦闘のみを行えるように単純に設計されている。当初の計画では、アーシーが教育を行う予定だったが、オメガスプリームの起動前にアーシーは昏睡状態に陥っていたため、制御と教育はアーシーからコードを受け継いだラチェットが担った。
最終的にグレートウォーでは命をかけてオートボットを勝利に導いたが、生命に関わる甚大な損傷を負ったため、修理できるようになるまでスパークを含めた機能を停止させ、ボディは宇宙船として使用されていた。第28話ではオールスパーク（All Spark）の欠片と鍵の力により復活する。
なお、ラチェットはオメガスプリームをグレートウォーが終わった後に解体されたことにしていた。
第3シーズンではディセプティコンに利用されていたが、第42話にて最終アクセスコードを持つアーシーの力で復活を果たす。
パーセプター / Perceptor
声 - 不明  / PlainTalk
評議会メンバーの一人。グレートウォーにおいて戦局を大きく変えた兵器であるオメガスプリームの開発の責任者で、ジェットファイアー、ジェットストームの改造にも関わっている。
眼鏡を掛けているような顔が特徴で、自らの感情を削除した代わりに知能を向上させている。抑揚のない独特な喋り方で話す。
作中では声優ではなく音声合成ソフトを使って喋る。日本語版においてはノンクレジットであったため、同じソフトを使っているかを含め詳細は不明である。
ロボットモードと顕微鏡のような砲台形態に変形するほか、顕微鏡状の砲台を持つ4WDトラックに変形する設定画が存在する。
また『トランスフォーマー ジェネレーションズ2011 Vol1』によると、未登場キャラとしてG1パーセプターの仕様変更品であるマグニフィカス（所属はディセプティコン）が存在している（外見はパーセプターに似ているが、カラーリングは黒で口がマスクである点が異なる）。
ホイルジャック / Wheeljack
技術者のオートボットでパーセプターを補佐している。G1に登場した同名のキャラがモチーフ。
ハイブロウ / Highbrow
声 - 伊丸岡篤 / デビッド・ケイ
グレートウォーにおいて情報長官であったオートボット。オメガ計画にも関わっている。グレートウォーが終わった後、謎の失踪を遂げたために後任としてロングアームが情報部の長官に就任した。
メインフレーム / Mainframe
グレートウォーにおいてオメガスプリームの建造に関わったオートボット。同型のオートボットが数多く存在する。
アルファトライオン / Alpha Trion
声 - 三宅健太 / フィル・ラマール
評議会メンバーの一人。民間ギルドの長でもある。G1に登場したアルファートリンがモチーフ。
ラトルトラップ / Rattletrap
声 - 山口勝平 / トム・ケニー、クリス・ホー（ボットコン2011）
第40話に登場。サイバトロン星にいる情報屋のオートボット。『ビーストウォーズ』のラットルがモチーフで英語版での名称であるラットトラップと日本語版での名称であるラットルが合わさったような名前になっている。その頭部は『TRANSFORMERS TIMELINES』でのヘルメット姿のラットトラップに酷似している。
ヨケトロン / Yoketron
声 - 有本欽隆 / ジョージ・タケイ
第35話に登場。サイバーニンジャの開祖であるオールドトランスフォーマーの一人で、プロールの師匠。精神的に荒んでいた若かりし日のプロールを弟子にして「武器に頼るのではなく、心で戦う」というサイバーニンジャの精神を教えて鍛え上げていた。プロトフォームを守護していたが、かつて破門したロックダウンの襲撃を受け死亡している。ウルトラマグナスに武術を教えたこともある。因みにヨケトロンの死後、サイバーニンジャはダイアトラスが師範となっている。
名前はタカラトミーのトランスフォーマーシリーズの玩具の開発責任者の餘家英昭（よけ ひであき）に由来している。

## ディセプティコン / Decepticons
これまでのシリーズにおけるデストロンに当たる。正規のディセプティコンの多くが飛行可能なビークルに変形し、自動車に変形するオートボットに比べて全般的に身体のサイズが大きい（玩具ではサイズが統一されていない）。主要なメンバーはグレートウォーを生き残った精鋭であるため戦闘能力が高く、単体でもオートボット数人がかりを苦戦に追い込むほど。
破壊大帝 メガトロン / Megatron
声 - 若本規夫 / コーリー・バートン
ディセプティコンの冷徹なリーダー。一人称は「我」（第1話のみ「俺」も使用）。本作品のメインヴィランで第1話ではサイバトロンモードで登場するが、部下のスタースクリームの謀略によって破壊されて復活するまでは一部破損した頭だけの状態となっていた。復活してからはアースモードの姿で行動する。
サイバトロンモードはエイリアンジェット、復活してからはティルトローター型ガンシップに変形する。武器は片腕に取り付けられた融合カノン砲であるフュージョンキャノン（fusion cannon）とプロペラが変形した中空の刀身を持つ剣・メガニウムソード（trionium sword）。第1話では1振りだけだったが、アースモードでは2振りとなり二刀流でも戦う。
グレートウォーのころからリーダーとして君臨し、その姿を見て生きて帰った者はいないと言われている。グレートウォーが終結してからその行方は把握されていなかったが、オプティマス部隊と遭遇し、交戦した後は死亡したことになっていた。バラバラになった体は機能を停止していたが、頭部と右腕は人間のサムダックに発見され50年もの間研究材料となっていた。第3話では頭部だけの状態で機能を停止している描写があった（日本版ではそのシーンはカットされている）。第4話（日本語版では第6話）では頭部だけの状態で機能を再起動している描写があった（日本版ではそのシーンはカットされている）。その後、サルベージされたボディとオールスパークの鍵の力を得て復活を遂げる。最終話である第42話ではオプティマスプライム（コンボイ）に捕らえられ、サイバトロン星の収監所へと送られた。
彼の頭の形状は、破壊される前のサイバトロンモードでは『実写映画版』のメガトロン/Megatronのものに、復活してからのアースモードではG1のスーパーメガトロン/Super Megatronによく似たものとなっている。
日本語版では、演じる若本規夫特有の癖のある喋りをする。また、英語版では格下であるオプティマスプライム（コンボイ）たちを「オートボット」としか呼んでいなかったのが最終話である第42話では初めてオプティマスプライム（コンボイ）を名前で呼び、対等の相手として認めるという展開となっていたが、日本語版では早い時期から名前で呼んでいた。
玩具ではディセプティコンで唯一アースモードとサイバトロンモードの両方が発売されており、アースモードはリーダークラスとアクティベイター、サイバトロンモードはヴォイジャークラスとデラックスクラス（オプティマスプライムとのセット販売）のものが存在する。
破壊大帝 マローダーメガトロン / Marauder Megatron
海外ムック本『TRANSFORMERS ANIMATED: THE ALLSPARK ALMANAC II』によると企画案のみで終わった第4シーズンではメガトロンがトリプルチェンジャーへと強化される（パワーアップする）予定であった形態。
トリプルチェンジャーモードでは戦車とSFジェット機（エイリアンジェット）に変形する。武器は新たに両腕に取り付けられた融合カノン砲であるフュージョンキャノン（fusion cannon）と両胸に取り付けられた2連装砲。
第4シーズンでは最終話である第42話でオプティマスプライム（コンボイ）に捕らえられ、サイバトロン星の収監所へと送られたメガトロンが収監所から脱獄（収監所ごと脱獄）して叛逆した後にマローダーメガトロンへと強化（パワーアップ）をしてそのまま地球へ向う。脱獄してからはトリプルチェンジャーモードの姿で行動する。
彼の頭の形状は、脱獄してからのトリプルチェンジャーモードでは『ビーストウォーズリターンズ』のメガトロン/Megatronによく似たものとなっている。
航空参謀 スタースクリーム / Starscream
声 - 山野井仁 / トム・ケニー
ディセプティコンのナンバー2。第1話ではサイバトロンモードの姿で登場し、第3話からはアースモードとなり前進翼ジェット戦闘機に変形する。武器は両腕のデュアルソニックブラスター（Dual sonic blaster）（日本語版では別名「イケメンビーム」とも言っている）。首だけになってからは口からもビームを放つ。
メガトロンには遠く及ばないものの、エリートガードをものともしない高い実力の持ち主ではあるが、性格は陰険で卑屈で自尊心の塊。日本語版では自尊心の強さから何かと「イケメン」を自称している。オプティマス部隊と初めて遭遇した際にディセプティコンのトップであるメガトロンを罠に嵌めて破壊し、その罪をオプティマスプライム（コンボイ）に擦り付けディセプティコンの新しいボスとして君臨しようとした。だが、人望の無さから誰も彼の部下にはならずあっさり見限られた。
第16話にて復活したメガトロンの制裁を受け絶命したが、その後、偶然額に突き刺さったオールスパークの破片の力で復活。ただし、スパーク自体は完全に消滅している言わばゾンビであり、不死身の体でメガトロンへの復讐に乗り出す。スパークと共にエネルギー反応が消失しているため、センサーには感知されない。第2シーズンでは自らのクローン軍団を率いて、オートボットでもディセプティコンでもない第3勢力として行動しようとするが、第29話でサムダック博士の機転によって頭だけの状態になってしまい、クローンたちにも見限られてしまう。終盤において新たにプロトフォームを使って新たなボティを手に入れる。その後メガトロンにボディを破壊されるも、最終話である第42話では自力でボディを修復するが、メガトロンを破壊するために地球へ降り立った際にオールスパークの欠片を集めるプロールとジャズによってオールスパークの破片に抜かれてしまい完全に絶命した（断末魔は英語版では言わなかったが、日本語版では「イケメン台無しぃ～…」と言っている）。なお頭から切り離された胴体はヘッドマスターに利用された。
第4シーズンではスリップストリームの手によって完全復活する予定であった。
後日談を描いた「レジェンズ」の漫画版のエピローグでは上記の通りに復活し、彼女とスィンドルと共にサイバトロン星の収監所から脱走した。
玩具はヴォイジャークラス、アクティベイター、EZコレクションのものが存在する。
空陸参謀 ブリッツウィング /Blitzwing
声 - チョー / バンパー・ロビンソン
メガトロンの部下の一人。第11話からアースモードとなりオプティマス部隊と対峙するようになる。第1話でもシルエットの状態で登場していた。
メガトロン亡き後のディセプティコンを取り仕切っていた。メガトロンへの忠誠心は強く、メガトロンやディセプティコンのために活動している。しかし日本語版ではメガトロンからはラグナッツほど当てにされていない。ブラックアラクニアによってトリプルチェンジャーへと改造された過去があり、その影響で3つの人格を持つようになる。戦車とジェット戦闘機に変形する。武器は2連装砲・デュアルエナジーキャノンとミサイルであるが、人格によって火炎系（superheater cannon）もしくは冷凍系（hyperfrost emitter & ice missile）の武器に変化する。
アイシー（冷淡）、ホットヘッド（短気）、ランダム（でたらめ）の3つの人格があり、人格に合わせて顔も変形するビークルモードも変化する。アイシーは単眼鏡のようなものを着けている水色の顔で、武装は冷凍系、変形するビークルモードはジェット戦闘機。堅物な性格をしており冷めた口調で喋る。英語版ではドイツ訛りだが、日本語版では「～デス」などエセ外国人風のアクセントで話し、第19話以降は語尾が「ぬ」になっている。ホットヘッドは前歯がすきっ歯の赤い顔で、武装は火炎系、変形するビークルモードは戦車。柄が悪く激昂しやすい。英語版ではオーストラリア訛り（すきっ歯とあわせてアーノルド・シュワルツェネッガーのパロディになっている）だが、日本語版では語尾に「マァン」や「メェン（面）」と付けるのが口癖。ランダムは赤い目と口がある黒い顔で、武器は火炎系と冷凍系の両方を使用することが可能。ハイテンションでおどけている狂人的な性格。
アニメ版ではラグナッツとよく行動を共にしており、玩具でも相棒として設定されているが、決して仲が良いわけではない。なお、日本語版ではスタースクリームから「お笑いコンビ」と喩えられている。
第35話でオートボットに捕らえられ、第39話でスィンドルに助けられラグナッツ、サンストーム、ラムジェットと共にエリートガードを襲撃するが、オプティマスプライム（コンボイ）の機転でサンストーム、ラムジェットと共に再び捕らえられサイバトロン星へ送還された。企画だけで終わった第4シーズンではメガトロンとラグナッツとショックウェーブと共に収監所から脱獄（収監所ごと脱獄）する予定であった。脱獄後はメガトロンの隣に控えている。
日本語版のオープニング映像ではアーマーハイドとの戦闘シーンが描かれている。
破壊兵 ラグナッツ / Lugnut
声 - 伊藤健太郎 / デビッド・ケイ
メガトロンの忠実な部下の一人。第11話からアースモードとなりオプティマス部隊と対峙するようになる。第1話でもシルエットの状態で登場していた。
絶対に裏切らないためメガトロンからも信用されているが、その反面知能は低く、地位も低い。真ん中の大きな目と小さな目を合わせて五つの目がある。B-26風の大型爆撃機に変形する。武器は全身に内蔵されたミサイル群と爆発的な破壊力を持つ信管付きロケット爆弾パンチ（P.O.K.E.）に尾翼が変形する巨大ウォーハンマー・アトミックメイス（atomic mace）。爆撃機に変形した際にはマシンガンや爆雷も使用している。また、アイアンハイドを遥かに上回る怪力を誇る。
妄信的にメガトロンに従っており、ことあるごとに「メガトロン様偉い!メガトロン様強い!（Glorious Megatron!）」などとメガトロンの偉大さを称えようとする一方で自分がメガトロンに一番忠実だと思っており、メガトロンの下へ帰還したショックウェーブに対抗意識を抱くようになる。日本語版では語尾に「ッツ」と付けるのが口癖で、「ッ」を「ツ」と発音することが度々あり、一人称は「オレッチ」。また、原語版（英語版）ではチーム・ジャール（チームストライカ）のリーダーであるストライカとは夫婦であるという設定があるが、日本語版では言及されていない。
第3シーズンでは一度は捕らえられるが、スィンドルに助けられ、オプティマスプライム（コンボイ）とエリートガードとの戦闘によって宇宙を彷徨っていたところ、メガトロンと再会する。その後、誤ってオメガスプリームの起動コードを引き継いだためオメガスプリームのクローンに彼のデータがコピーされることになった。最後はメガトロンの敗北によりオプティマスプライム（コンボイ）たちに捕まり、サイバトロン星へ送還された。
第4シーズンではメガトロンとブリッツウィングとショックウェーブと共に収監所から脱獄（収監所ごと脱獄）する予定であった。
アニメ版ではかなり大柄だが、玩具は変形機構の影響で他のヴォイジャークラスの玩具と比べると小柄である。
日本語版のオープニング映像ではアイアンハイドとの戦闘シーンが描かれている。
漫画版のザ・クールでは第3話から第7話、エクストラ第3話で登場。アニメ版と比べると出番が少なかった。
諜報工作兵 ブラックアラクニア / Blackarachnia
声 - 柚木涼香 / クリー・サマー
メガトロンの部下の一人。第1話でもシルエットの状態で登場していた。巨大なクモに変形する。彼女の正体は元オートボットのエリータ1（エリータワン）であり、巨大蜘蛛型生命体をコピーしようとした際、その毒に侵されてしまったために半有機ロボット生命体となってしまった。そのため、巨漢揃いのディセプティコンの中では小柄な部類である。毒をはじめとした生体部分との融合は機械と不可分な状態であり、毒を除去されては生命を維持できない身体になっている。相手を絡める蜘蛛の糸・スパイダーフックと、エリータ1（エリータワン）のころから有するコピー能力を駆使して戦う。また、彼女の毒液で強力なものはトランスフォーマーでも解毒薬を使わないと死に至らしめる。さらに生体部分がトランスフォーマー特有のエネルギー反応を阻害するためセンサー類では感知されない。また、歴代シリーズのトランスフォーマーが普通に涙を流せるのに対し、本作品では有機要素を持つ彼女とサリのみが涙を流す描写がある他、彼女は呼吸により酸素を取り入れる必要があることが描写された。
醜い姿になったために仮面を被ってオートボットを去り、元の姿に戻るために色々な実験をしている。そのためディセプティコンへの忠誠心は薄く、メガトロンが復活した後も一人で行動している。第36話にてワスピネーターと共にどこかの惑星へと飛ばされ、それ以降は登場しない。
オートボットであったころの友人であるオプティマスプライム（コンボイ）に対しては友情以上の感情を持つ反面、蜘蛛型生命体と遭遇した際に置き去りにされた過去の一件から彼を憎んでもおり、第10話（英語版では第9話）では「一緒に行こう」というオプティマスプライム（コンボイ）の誘いを受け入れられないなど愛憎が入り混じる描写が見られる。
日本語版では『ビーストウォーズ』のブラックウィドーと同様に語尾に「-ッシャ」を付けて喋る。また、ミニコーナーの「音仏一家のトランスフォーマー生活」で幾度となくナレーションを担当し、オープニング映像では同じ女性戦士であるオートボットのアーシーとの戦闘シーンが描かれている。
また、海外ムック本『TRANSFORMERS ANIMATED: THE ALLSPARK ALMANAC II』によると第4シーズンでは再びメガトロンの指揮下に入られてしまうが、独自にロボットと生物を合成したプレダコンで構成する自分の部隊を作ろうと画策する予定であった。また、この時には自身の有機部分に対する嫌悪感は無くなりつつあったようである。
漫画版のザ・クールでは第1話、第4話、エクストラ第3話で登場。アニメ版と比べると出番が少なかった。後に「レジェンズ」の玩具のクロミアに付属している漫画版（出張版第11話）では登場している。
賞金稼ぎロックダウン / Lockdown
声 - 大塚明夫 / ランス・ヘンリクセン
第5話（英語版では第7話）、第23話、第35話に登場。自身の強化を報酬としてディセプティコンに雇われる賞金稼ぎ。ラグナッツ曰く「ディセプティコンの名を汚した男」。一人称は「俺様」、「俺」。黒いヘビメタカー（コルベットとスーパーチャージャー付きマッスルカーを合わせたようなデザインの違法改造車）に変形する。普段は外套（space poncho）を着込み、右腕にデスフック（nova spray）、左腕にデスチェーンソー（chainsaw）を内蔵しており、捕縛用ワイヤー（sleep net gun）、ソニックジャベリン（sonic javelin）なども装備している。胸にはオートボットのエンブレムを塗りつぶした跡がある。
相手の武器を戦利品として奪い自分を強化するのが趣味で、かつてのグレートウォーで遭遇したラチェットのEMPジェネレーターも奪い武器として使っていた。また、ラチェットの頭の右の角をへし折った張本人でもある。
ヨケトロンの下でサイバーニンジャを修行していたが、その後賞金稼ぎとなって最初の仕事でヨケトロンを裏切ったため破門される。グレートウォー終戦後まもなくヨケトロンを殺害してヨケトロンの鎧とプロトフォームを強奪した（原語版（英語版）のガイドムックより）。
日本語版ではディセプティコンの「ディ」がうまく発音できない口癖で、「ディ」を「デ」と発音することが度々あり、語尾に「夜露死苦（よろしく）」を付けて喋る。
玩具はデラックスとアクティベイターのものが存在する他、デラックスクラスの仕様変更品としてブレイジングロックダウンがあり、デスチェンソーはこちらに付属している。
音響工作兵 サウンドウェーブ / Soundwave
声 - 飛田展男 / ジェフ・グレン・ベネット
第4話（英語版では第10話）、第37話、第38話に登場した地球製トランスフォーマー。シティカー（サイオン・xB）に変形する。武器は体の各部のスピーカーから発する超音波攻撃で、音波によりロボットを操作することも可能。「ボクノナマエハ、サウンドウェーブ（I am Soundwave.）」が口癖で、声にはエフェクトが掛かっている。
元々は頭だけの状態になっていたメガトロンの設計を元にサムダックが作り、サリの誕生日に玩具として贈られた演奏ロボットだが、メガトロンの策略によってトランスフォーマーに進化した。他のロボットを吸収して自身の体を大きくさせており、G1のサウンドウェーブに似たラジカセ型のコアさえ無事であれば再構成が可能。
機械こそ有機生命体より論理的に優れていると考えのもと、ディセプティコンを名乗り人類の打倒を画策する。第4話（英語版では第10話）でオートボットに破壊されたが、その後日本語版では第18話から変更されたオープニング映像でも本編に先駆けて登場し再登場する機会を匂わせ、第37話にてレーザービークとラットバットを従え再登場し、オートボットたちを電脳空間に幽閉する。オートボットたちを洗脳し操っていたが、最後はオプティマスプライム（コンボイ）によって破壊されるが、コアはレーザービークによって回収される。
オートボットたちを電脳空間に幽閉した際には、サウンドブラスターのような黒い個体と白い個体のコピー体が登場しており、黒い個体はサウンドウェーブエレクトロスタティックとして玩具化されている。
第4シーズンでは、メガトロンの部隊と合流する予定であった。
漫画版のザ・クールでは第3話で登場。アニメ版と比べると出番が少なかった。
音響工作兵 サウンドブラスター
キャラクター名は日本での玩具が販売される際につけられたもの。サウンドウェーブエレクトロスタティックのアクティベイター版にあたるが、アニメ版でのカラーリングは日本版よりハズブロ版のものに近い。
日本語版では第18話から変更されたオープニング映像で本編に先駆けて登場した。
漫画版のザ・クールでは未登場。
電子操作兵 レーザービーク / Laserbeak
第37話、第38話に登場したサウンドウェーブの部下で偵察やスパイ活動を行う。G1に登場したコンドルがモチーフ。コンドル形態からギブソン・フライングV（エレキギター）形態に変形、楽器形態で弾くことにより音波攻撃を起こすことが出来る。
日本語版では第18話から変更されたオープニング映像でギター形態に変形して本編に先駆けて登場した。
漫画版のザ・クールでは第3話で登場。
偵察兵 ラットバット / Ratbat
第37話、第38話に登場したサウンドウェーブの部下。コウモリ形態からショルダーキーボード（keytar）形態に変形する。キーボードとして弾くことによりあらゆる機械を操作する洗脳波を発生する。サウンドウェーブの玩具を介することにより人間の洗脳も可能。
玩具ではサウンドウェーブエレクトロスタティックに付属している。
漫画版のザ・クールでは未登場。
武器商人 スィンドル / Swindle
声 - 神奈延年 / フレッド・ウィラード
第24話と第39話に登場した（日本語版では第18話から変更されたオープニング映像でも本編に先駆けて登場した）銀河を股にかける強欲な武器商人。メガトロンの部下ではなく、武器を売り込むために地球へ来た。ハンヴィー風の軍用四輪駆動車（大型ランドクルーザー）に変形する。ビークルモードでも使用可能な右腕のキャノン砲（scatter blaster）や右腕から発射される光線（telekinetic ray） 、胸のガトリング砲（Gatling cannon）、ヴォークとの取引で得たフォースフィールド発生装置（Negatronic force field）など全身に武器を内蔵している。また胸のポケットはトランスワープ技術により自分の武器庫と直結している。
一度は捕まり、第39話においてオプティマスプライム（コンボイ）とエリートガードによってサイバトロン星へ送還される途中、同じく捕まっていたラグナッツらを利用して逃亡した。
日本語版では高めの声で語尾に「ですよねぇ～」などとつける喋り方が特徴。一人称は「私（わたくし）」。
漫画版のザ・クールでは未登場。後に「レジェンズ」の玩具のスリップストリームに付属している漫画版（出張版第16話）では登場し、彼女に平行世界に移動できる「異次元ジャイロローター」を取り付ける改造をする。エピローグでも登場し、スリップストリームと復活したスタースクリームと共にサイバトロン星の収監所から脱走した。
潜入諜報兵 ショックウェーブ / Shockwave
声 - 檜山修之 / コーリー・バートン[7]
ディセプティコンのスパイ。体のサイズを変化させる能力を活かして、オートボットの情報長官・ロングアームとしてスパイ活動を行っている。実力と権謀でオートボット内の地位を確立するなど、優れた策略家だが、純粋な戦闘力も他のディセプティコンに劣らない。メガトロンへの忠誠心は絶大で、最大の忠臣として扱われている。戦車に変形する。武装はキャノン砲（electromagnetic cannon）と、爪や頭部のアンテナから発する電気ショック。ロボットモードでも飛行することも出来る。エリートガードの内部情報の傍受以外にも、ディセプティコンのスペースブリッジの受け入れコードの認証など様々な形で暗躍している。なお、ロングアームとして行動する際には声色が爽やかなのに対し、ショックウェーブに変形すると物静かかつ冷徹な声色となり、体も2倍の大きさになる。最後はアイアンハイドとバンブルビーとの戦闘に敗れ、メガトロンとラグナッツと共にサイバトロン星へ送還される。
第4シーズンではメガトロンとラグナッツとブリッツウィングと共に収監所から脱獄（収監所ごと脱獄）する予定であった。
サイバトロン星でスパイをしていた際のボディカラーはグレーと黒であったが、第40話（第37話）でメガトロンの下に戻ってからはG1を彷彿させる黒と紫（玩具における名称は「オリジナルver.」）になったが、日本語版のオープニング映像では第1話の時点で戦車に変形した状態（カラーリングは黒と紫）で登場していた。
漫画版のザ・クールでは第8話、エクストラ第1話で登場しているが、本当の姿である黒と紫のカラーは見せなかった。
G1のレーザーウェーブ/Shockwaveがモチーフ。また、今シリーズ最多の四段変形（ショックウェーブ、ロングアーム、戦車、4脚クレーン車に変形）が可能。オートボットとディセプティコンそれぞれのロボットモード、ビークルモードを持つトランスフォーマーの玩具はこれが初めてとなる。
ミュータント ワスピネーター / Waspinator
声 - 加藤賢崇 / トム・ケニー
第36話に登場。ワスプがブラックアラクニアの実験によって変貌した姿。巨大なメカニカルビーに変形し、パワーもワスプのころより増大した。体内のトランスワープエネルギーによって光線を放つことが可能。実験体として利用されたのを知り、ブラックアラクニアに襲いかかるが、体内のトランスワープエネルギーが暴走を起こしたためにブラックアラクニアと共にどこかの惑星へと飛ばされた。
ビーストウォーズに登場したワスピーター/Waspinatorがモチーフ。「ビーストウォーズシリーズ」に登場した同名のキャラを強く意識したデザインをしており、ロボットモードの顎の構造や、バラバラになった姿でも生きている、一人称が名前である、といった共通点も見られる。日本語版ではワスプと担当声優が異なり、ビーストウォーズシリーズに登場した同名のキャラとほぼ同じ口調でしゃべる。また、一人称は「ぼくちん」。
漫画版のザ・クールでは未登場。
ラグナッツスプリーム / Lugnut Supreme
第41話、第42話に登場したオメガスプリームをコピーした3体の巨大クローン。見た目は顔やボディカラーを除いてオメガスプリームとほとんど同じであり、同型の宇宙船に変形する。
戦艦ネメシスの装甲で作ったボディにプロトフォームを組み込み、オメガスプリームをスキャンすることで誕生した。オメガスプリームの起動コードが誤ってラグナッツに移植されたため、ラグナッツのパーソナルをクローンに移植されることになった。またコードが不完全なため、ラグナッツをバイパスに繋げることによってラグナッツが機体を操作する。
3体のうち1体は、ウイングブレードオプティマスプライムによる電磁嵐攻撃で、機能を停止。2体目はオメガスプリームによって破壊、3体目は時間切れにより自爆した。
漫画版のザ・クールではエクストラ第3話で登場。アニメ版と比べると出番が少なかった。

### スタースクリーム・クローン軍団
通称「Seekers（シーカーズ＝ジェットロン部隊）」。日本語版のスタースクリームは「イケメンズ&スリップ」と称している。クローンということで担当声優は女性型のスリップストリームを除き、英語版、日本語版共にオリジナルのスタースクリームと同じ声優が担当している。
スタースクリームが月に墜落した戦艦ネメシス内でプロトフォームを使って量産した自分の姿と瓜二つの姿をしたクローン軍団。量産されたクローン軍団のうちの5体は、スタースクリームによってオールスパークの欠片を分け与えられ、彼の性格の一片を受け継ぐがスタースクリームに対する忠誠心は全く無く、オリジナルである彼が無力になるやあっさりと見限っていた。残りのボディはメガトロンが月に帰還した際に全て破壊された。
玩具はスリップストリームを除き、ほとんどのメンバーが販売されている。また、カードゲームのみに登場のキャラクターとして、欲張りの性格を受け継いだ航空兵ダージ / Dirgeがアクティベイターズとして売られている。
クローン #2716057 / Clone #2716057
クローン #3370318 / Clone #3370318
第23話で登場した最初に作られた2体のスタースクリームのクローン。胸のスパークチャンパーの部分に爆弾が取り付けられ、スタースクリームにより自爆させられた。
#2716057のボディカラーはG1に登場したスタースクリームをセピア調にしたようなカラーリングで、サンストームのように相手を大げさに褒め称える。
#3370318のボディカラーは黒と紫色（色遣い自体はスカイワープよりオリジナルのスタースクリームに近い）。スカイワープのように臆病。
以上の2体は玩具は未発売。
航空兵 サンダークラッカー / Thundercracker
スタースクリームから自信過剰な性格を受け継いだクローン。ボディカラーは青。第28話から第30話に登場。
第28話ではスタースクリームを押しのけてスタースクリーム・クローン軍団/シーカーズ（イケメンズ）を率いたこともあった。
テレビ愛知の情報サイトでは「別名 自己チュースクリーム」と紹介されている。
玩具はアクティベーターズのみ発売された。
航空兵 スカイワープ / Skywarp
スタースクリームから臆病な性格を受け継いだクローン。臆病な性格なので役に立たない。第28話から第30話に登場。
ボディカラーは黒と紫。G1に登場した同名キャラクター同様、ワープ能力があるとされる。
テレビ愛知の情報サイトでは「別名 臆病スクリーム」と紹介されている。
玩具として一般に流通したのはヴォイジャークラスのみだが、ファミリーマート限定で展開されるたからとみぃくじのくじ限定商品としてアクティベイターのものが存在している。なお、アクティベイター版は成形の都合上、劇中と異なり頭部が紫色となっている。
航空兵 サンストーム / Sunstorm
スタースクリームからゴマすりな性格を受け継いだクローン。第28話から登場。敵味方を問わずあらゆるものを大げさに褒め称える。太陽光を吸収してエネルギーに変える能力がある。
第35話で捕らえられ、エリートガードによってサイバトロン星へ送られた。なお、第39話では、スィンドルから手渡されたG1のサンストームの頭部に酷似した形状のヘルメットを被っている。
ボディカラーはオレンジ。
テレビ愛知の情報サイトでは「別名 ゴマすりスクリーム」と紹介されている。
玩具はヴォイジャークラスのみ発売された。
航空兵 ラムジェット / Ramjet
スタースクリームから嘘つきな性格を受け継いだクローン。第28話から登場。嘘しか言わず、第28話では自分が真のスタースクリームだと言い張った。口癖は「その嘘ホント」。第35話でオートボットに捕まり、第39話では、スィンドルからG1のラムジェットの頭部を髣髴とさせる三角形のヘルメットを渡されている。
ボディカラーは白で、G1のラムジェットとよく似ている。
テレビ愛知の情報サイトでは「別名 ウソつきスクリーム」と紹介されている。
玩具は一般では流通していないが、ファミリーマート限定で展開されるたからとみぃくじのキャンペーン商品としてアクティベイターズのものが存在する。
航空兵 スリップストリーム / Slipstream
声 - 田中敦子 / タラ・ストロング
スタースクリームから狡猾さを受け継いだクローンで、第28話から登場。唯一の女性型クローンであり、日本語版ではスリップストリームを見てスタースクリームは「俺様の中に女の子がいるのかしら」と驚いていた。
ボディカラーは紫、青緑、灰色を用いたものになっており、モチーフになったジェットロンはいないが、キャラクターデザインを担当したデリック・ワイアット（デリック・J・ワイアット）は『超神マスターフォース』に登場した破壊大使オーバーロード/OverLordからこのボディカラーの着想を得たとコメントしている。リーダー肌で、状況が不利とみるやあっさりスタースクリームを見限ってメガトロンに寝返る。オメガスプリームの弱点を見抜くなど、洞察力に優れている。
第4シーズンでは、完全に絶命したスタースクリームを復活させる予定であった。
漫画版のザ・クールでは第7話、第8話で登場。後に「レジェンズ」の玩具のクロミアに付属している漫画版（出張版第11話）ではタイガトロンの夢の中に登場。その後、玩具に付属している漫画版（出張版第16話）では本人が登場し、ここでは指名手配されており、安全に暮らすためにスィンドルの助言から平行世界に移動できる「異次元ジャイロローター」を取り付ける改造を受け、レジェンズ世界にやって来る。好き勝手に暴れるつもりだったが、アルファートリンの予見によって到着は待ち伏せ攻撃を受けてしまう。ボロボロになり当てもなくさ迷っていたところ、G1メガトロン（初代メガトロン）にスカウトされ、テラノクラッ社でOLとして働くことになる。エピローグでは、元の世界に戻り、復活したスタースクリーム、スィンドルと共にサイバトロン星の収監所から脱走する姿が描かれた。
テレビ愛知の情報サイトでは「別名 女スクリーム」と紹介されている。
玩具は未発売だが、アーケード用カードゲームで用いるトランスフォーマーカードは存在する。後に『トランスフォーマー レジェンズ』においてウインドブレードのリデコとして商品化された。

### コンストラクティコン
これまでのシリーズにおけるビルドロン部隊に当たる。日本のテレビ放映版では第22話と第27話が未放送となったため、第28話で何の前触れなく登場する。オイルが大好物。第4シーズンでは、全員メガトロンの部隊と合流するが、エネルギーを巡って一時対立をする予定であった。
スクラッパー / Scrapper
声 - 遠藤雅  / トム・ケニー
地球製トランスフォーマー。パワーショベルに変形する。巨体と怪力の持ち主で腕をドリル（drill hand）に変形させることが可能。
オールスパークの破片により誕生した。誕生してからすぐに知り合ったアイアンハイドと友達になるもオイルに釣られてディセプティコンに寝返る。ミックスマスターよりも気が弱く、あまり好戦的ではない。
第33話の末尾でミックスマスターたちと離れ離れになった後は、漂流先のダイノボットアイランドで生活しており、スナールを手懐けペットにしていた。第38話では、サリの協力に応じてサウンドウェーブと戦った。
漫画版のザ・クールでは未登場。
ミックスマスター / Mixmaster
声 - 中村大樹 / ジェフ・グレン・ベネット
地球製トランスフォーマー。ミキサー車に変形する。巨体と怪力の持ち主。ドラムから煙幕やコンクリートを出し、胸や腕（chemical arm）から溶解液を出す。
オールスパークの破片により誕生。愛嬌のある性格でオイルが好きだがアイアンハイド以外のオートボットたちからは信用されず、自身も誘惑に弱いため、オイルに釣られてディセプティコンに寝返る。スクラッパーよりも大胆。
漫画版のザ・クールでは第7話、第8話で登場。
ダートボス / Dirt Boss
声 - 後藤哲夫 / ジョン・マリアーノ
第33話に登場した地球製トランスフォーマー。フォークリフトに変形する。ヘッドマスターユニットがベースのため、非常に小型でバンブルビーよりも小さい。額から発射される小型ネジ型装置、セレブロシェルを打ち込むことにより相手をコントロールできる能力を持っている。
フォークリフトとヘッドマスターユニット、スペースブリッジの残骸がオールスパークの破片の力により合体し誕生した。尊大かつ自己中心的な性格で、強引にスクラッパーとミックスマスターを自分の部下にした。建設車である自分たちこそが町の所有者だと考え、町の全てのエネルギー（特にオイル）を奪い牛耳ろうとした。
第4シーズンではデバステーターに合体する際には頭に変形する。
漫画版のザ・クールでは未登場。
スキップジャック / Skipjack
第4シーズンに登場する予定であった地球製トランスフォーマー。
ランページ / Rampage
第4シーズンに登場する予定であったブルドッグ型の地球製トランスフォーマー。
デバステーター / Devastator
スクラッパー、ミックスマスター、ダートボス、スキップジャック、ランページの5体が合体したコンバイナー巨大トランスフォーマー（巨人兵）。
モチーフはG1に登場したデバステーター（デバスター）。

### チーム・ジャール
第30話にてチーム・アセニアと交戦していたディセプティコンの部隊。チームストライカと記されることもある。作中では全員サイバトロンモードだが、オイルスリックとブラックアウトの玩具はアースモードとなっている。
ストライカ / Strika
声 - 愛河里花子 / タラ・ストロング、モーガン・ロフティング（ボットコン2011）
チーム・ジャールのリーダーで女性型トランスフォーマー。六輪の大型軍用タンクに変形する。武装は2門の大型キャノン砲。
メガトロン直々に選抜されたディセプティコンの将軍格。原語版（英語版）ではラグナッツとは夫婦であるという設定があるが、日本語版では言及されていない。
『ビーストウォーズリターンズ』に登場した同名のキャラがモデルで、ほぼ同じ姿をしている。
スピッター / Spittor
声 - 石川英郎 / 無し
カエルに似た二脚戦車に変形し、3本の長い舌を使って相手を飲み込み、特殊粘液に包み込んで行動不能にさせる。
設定では、嘘つきで騒がしい性格であるとされている。
外見が機械的ではあるものの、ロボットモードのデザインやカラーリングは『ビーストウォーズ』に登場した同名のキャラを強く意識している。
第4シーズンではサイクロナス、ブラックアウトと共にチーム・ジャールを脱退（離脱）または不在になっている。
破壊主義者 オイルスリック / Oil Slick
声 - 伊丸岡篤 / フィル・ラマール
玩具はアメリカンバイクに変形する。マフラーから相手をスリップさせるオイルを流すことが出来る。他のキャラクターと異なり、玩具の企画から生まれたキャラクターである。
劇物を扱う科学者であり、宇宙錆を使った攻撃なども行う。
アメコミ版では、コズミックルストの実験に失敗して動けなくなっていたところをラチェットに助けられたことがある。
サイクロナス / Cyclonus
G1のサイクロナスと同型のSFジェットに変形する。無口な戦士で彼の素性は他のディセプティコンにも知られていない。武器は2本のブリードバックブレード。
設定では未来から来たことや、ユニクロン、スタースクリームクローンとの関連も示唆されている。
第4シーズンではスピッター、ブラックアウトと共にチーム・ジャールを脱退（離脱）または不在になっている。
空挺機動兵 ブラックアウト / Blackout
声 - 三宅健太 / バンパー・ロビンソン
日本においては玩具が先行して発売されたキャラクターで、玩具はタカラトミー版が世界で最も早く発売された。ヘリコプターに変形する。日本語版では第18話から変更されたオープニング映像でも本編に先駆けてなぜか2体登場していた。
巨体揃いのディセプティコンの中でも最大級の体格を持つ。周囲に機器を狂わす電磁パルスを発生させることが出来、その能力を活かして敵陣を撹乱するのが主な任務である。戦闘がない場合には一人でいることを好む。
グレートウォーではオメガスプリームと同型の戦艦4隻の破壊に関わる活躍をした。
デザインや顔付き、キャラクターバイオなどは『実写映画版』に登場した同名のキャラを意識したものとなっている。
第4シーズンではスピッター、サイクロナスと共にチーム・ジャールを脱退（離脱）または不在になっている。
スカイバイト / Sky-Byte
声 - 無し / 台詞なし
ラグナッツと同型のデザインで、かなり大柄である。アニメ版には登場していないが、同作でキャラクターデザインを担当したデリック・ワイアット（デリック・J・ワイアット）が描き下ろした同作の最終回後の後日談エピソードのコミック「The Stunticon Job」に登場している。
モチーフは『カーロボット』に登場したゲルシャーク（原語版（英語版）ではスカイバイト）/Sky-Byte。
ブット / Blot
声 - 無し / 台詞なし
アニメ版には登場していないが、同作でキャラクターデザインを担当したデリック・ワイアット（デリック・J・ワイアット）が描き下ろした同作の最終回後の後日談エピソードのコミック「The Stunticon Job」に登場している。
『2010』に登場した同名のキャラがモデルで、ほぼ同じ姿をしている。
マインドワイプ / Mindwipe
声 - 無し / 台詞なし
吸血鬼や、コウモリのようなデザインをしたキャラクター。アニメ版には登場していないが、同作でキャラクターデザインを担当したデリック・ワイアット（デリック・J・ワイアット）が描き下ろした同作の最終回後の後日談エピソードのコミック「The Stunticon Job」に登場している。
モチーフは『ザ☆ヘッドマスターズ』に登場したワイプ/Mindwipe（ヘッドマスター：ボラス/Vorath）。
ザ・ドクター（スカルペル） / Scalpel（The Doctor / Scalpel）
声 - 無し / 台詞なし
眼鏡をかけたディセプティコンの軍医。人間の頭ほどの大きさしかないが、膨大な解剖学の知識を持っているマッドサイエンティスト。アニメ版には登場していないが、同作でキャラクターデザインを担当したデリック・ワイアット（デリック・J・ワイアット）が描き下ろした同作の最終回後の後日談エピソードのコミック「The Stunticon Job」に登場している。
モチーフは『リベンジ』のザ・ドクター（スカルペル）/Scalpel（The Doctor/Scalpel）。

### スタンティコン（チーム・スタンティコン/スタンティコンサーカス団/スタンティコン部隊）
これまでのシリーズにおけるスタントロン部隊に当たる。ディセプティコンのサーカス団（部隊）。
アニメ版には登場していないが、同作でキャラクターデザインを担当したデリック・ワイアット（デリック・J・ワイアット）が描き下ろした同作の最終回後の後日談エピソードのコミック「The Stunticon Job」に登場している。
また『トランスフォーマー ジェネレーション2011 VOL.1』、海外ムック本『TRANSFORMERS ANIMATED: THE ALLSPARK ALMANAC II』、『TRANSFORMERS ANIMATED: THE COMPLETE ALLSPARK ALMANAC』によると企画案のみで終わった第4シーズンに登場する予定であった。
玩具は2011年にカリフォルニア州パサデナで開催された、トランスフォーマーのファンイベントである、ボットコンにてボットコンの人気の一つであるイベント限定玩具（イベント限定の玩具）のThe Stunti-Con-Job：5個セット（TRANSFORMERS TIMELINES BOTCON 2011 THE STUNTI-CON-JOB COMICS BOXSET）の限定玩具（限定トイ）としてボットコンにて販売された。従来のアニメイテッド商品の仕様変更品（彩色変更品）であり、合体機構はない。
モーターマスター（ザ・モーターマスター） / The Motor Master
声 - 無し / グレッグ・バーガー（ボットコン2011）
スタンティコン部隊（チーム・スタンティコン）のリーダーであり、サーカス団（スタンティコンサーカス団）の団長。
頭部および配色がG1シリーズのスタントロン部隊・モーターマスターをイメージしたもの（フロント部分が足になっていないが、頭部はG1のような箱の中に顔が付いているデザインを再現している）にされている。
玩具はヴォイジャークラスのオプティマスプライム（コンボイ）の仕様変更品（彩色変更品）。トランスフォーマー レガシー ユナイテッド TL-86 モーターマスター (アニメイテッド) でトランスフォーマー TL-63 オプティマスプライム（アニメイテッド）の仕様変更品（彩色変更品）として発売された。
オプティマスプライム（コンボイ）に似ている姿形や見た目はオプティマスプライム（コンボイ）のクローンの設定。
ウイングブレードモーターマスター（ウイングブレード・ザ・モーターマスター） / Wingblade The Motor Master
モーターマスター（ザ・モーターマスター）がウイングブレードオプティマスプライムと同じ安定翼の付いたジェットパックを装着した形態。
ブレークダウン / Breakdown
声 - 無し / クリス・ホー（ボットコン2011）
頭部および配色がスタントロン部隊・ブレークダウンをイメージしたものにされている。相当の不幸体質。
玩具はロディマスの仕様変更品（彩色変更品）。
デットエンド（デッドエンド） / Dead End
声 - 無し / デビッド・ケイ（ボットコン2011）
配色はスタントロン部隊・デッドエンドをイメージしたものにされている。
玩具はジャズの仕様変更品（彩色変更品）。
ドラッグストリップ（ドラッグストライプ） / Drag Strip
声 - 無し / モーガン・ロフティング（ボットコン2011）
スタンティコン部隊（チーム・スタンティコン）の女性戦士。
配色はスタントロン部隊・ドラッグストリップをイメージしたものに変更されている。なお、G1シリーズのドラッグストリップは男性だがアニメイテッドおよびBOTCON2011版では女性となっている。
玩具はアーシーの仕様変更品（彩色変更品）。
ワイルドライダー / Wildrider
声 - 無し / ニール・ロス（ボットコン2011）
頭部および配色がスタントロン部隊・ワイルドライダーをイメージしたものにされている。
玩具はブレイジングロックダウンの仕様変更品（彩色変更品）。
トキシトロン / Toxitron
声 - 無し / デビッド・ケイ（ボットコン2011）
6人目の新メンバー。設定ではザ・ドクター（スカルペル）とオイルスリックによってスタンティコンのプロトタイプとして誕生し、失敗作とみなされたものの後のネメシスプライム（ブラックコンボイ）完成への布石になったとされている。
ヴォイジャークラスのオプティマスプライム（コンボイ）の仕様変更品（彩色変更品）。
カラーリングが変更されている。

## 地球人
日本語版において、主要舞台となる惑星を地球であると明言されていないが、便宜上地球として扱う（ただし、パラマウント公式サイトでは地球として扱われている）。なおウィトウィッキー一家がモブキャラクターとして登場する。
サリ・サムダック / Sari Sumdac

声 - 明坂聡美 / タラ・ストロング
第1話より登場するアイザック・サムダックの一人娘。8歳。本作品の地球人側の主人公で第2話にてオートボットたちと友人となり、また、オールスパークによってオールスパークの鍵を託される。
明るく悪戯好きだがその行動力と機転はしばしばオートボットを窮地から救っている。トランスフォーマーたちが現れるまではその独創的な性格ゆえか友達が出来ず、ロボットの家庭教師から個人教育を受けていた。
後にパウエルの調査で出生届、養子縁組届や社会保障番号などの公的な記録が一切無いことが判明。そして第31話では、彼女は人間ではなく、人間とトランスフォーマーのハイブリッドであることが明らかになった（公的な記録がないのはそのため）。8年前にサムダック博士の研究所に突如現れた謎のプロトフォームがサムダック博士のDNA情報を取り込むことで生まれたのだが（そのため、骨折が治癒したり風邪を引いたりするなど、有機生命体の要素を持ち合わせていた）、父であるサムダック博士はこのことをあえて秘密にしていた。なお、当人たちおよび周囲は血の繋がりが無いが家族だと言っているが、生誕にあたりサムダック博士のDNAがサリの体内に組み込まれている以上、親子であることに間違いない。
自分の正体を知った第3シーズンでは手からエネルギー弾を放てるようになるなど機械生命体の片鱗が見え始める。さらに自身をオールスパークの鍵でアップグレードすることで武装形態にトランスフォームできるようになり、普段の姿も大きく成長している。
成長したサリが使う専用ジェットパックはクリスマスにサムダック博士から贈られた物で、スクーターから変形する。プロモーションPVでは、子供時代のサリが使う三輪バイクが変形するジェットパックが登場しているが本編では未使用。
第4シーズンではアイアンハイドと共にサイバトロン星に残ることになる予定であった。
漫画版のザ・クールでも登場。
アイザック・サムダック / Isaac Sumdac
声 - 長嶝高士 / トム・ケニー
サリの父親でロボット工学の権威。第1話から登場。50年前に発見したメガトロンの頭部を研究して得た技術を元にロボット産業に革命を起こし、サムダック・システムズを興した。非常にお人好しな性格がトラブルの原因になることもあるが、その性格ゆえに慕われており、技術の平和利用を何よりも望んでいるため、軍事産業や戦争ロボットの製作は嫌う。
普段はサムダックタワーの最上階にある研究室で研究をしており、第1シーズンではメガトロンに騙されてその存在を秘密にしていた。
メガトロンが復活した後は彼の捕虜となり、スペースブリッジの建設を強要させられるが第2シーズンの終盤にオプティマス部隊によって救出され、オプティマスプライム（コンボイ）を強化するためのジェットパックの製作などに協力した。
第38話ではサウンドウェーブに洗脳されてサリと戦った（日本語版ではそのシーンはカットされている）。
漫画版のザ・クールでも登場。
カーマイン・ファンゾーン / Captain Fanzone / Carmine Fanzone
声 - 飛田展男 / ジェフ・グレン・ベネット
第1話から登場するデトロイト警察の警部。
恰幅の良い中年太り気味の体格だが、身のこなしは軽くて格闘術を心得ており、腕っ節は強い。「だから機械は苦手なんだ」と常々言うほど機械が大の苦手であり、携帯電話などボタンを押すだけの機械さえも故障させるほどの機械音痴。また、機械の誤作動で妻が事故にあったためロボットに不信感を抱いており、オートボットたちはおろか警察が導入した無人ロボ部隊のことも快く思っていない。子供と弁護士も嫌いであり、気難しい性格だが、決して悪い人間ではなく、むしろ警察としての正義感はとても強い。なお、彼の乗る覆面パトカーはバンブルビーにスキャンされた。徐々にオートボットへの抵抗は薄らいでいき、第12話で共闘したプロールとは奇妙な友情で結ばれている。
漫画版のザ・クールでは未登場。
ポーター・C・パウエル / Porter C. Powell
声 - 大川透 / バンパー・ロビンソン
第7話（英語版では第5話）から登場するサムダック社の役員。優秀な人物だが、利益のためには反社会的な手段も辞さない腹黒い性格。サムダック博士が失踪した際、社長代行であるサリを本当の子供ではないという理由で強引に解任し新社長に就任する。一度解雇されたマスターソンを再雇用し、サムダック博士が禁じていた軍事産業への進出を目論むも、博士が復帰した際にマスターソン共々解雇される。その後、自らの会社を立ち上げ、第37話ではサウンドウェーブの玩具の販売も行なっている（日本版語では詳しい説明はカットされている）。第38話の末尾ではサウンドウェーブの玩具の販売ができなくなってしまったため、泣いているところがモニターに映し出されている描写があった（日本語版ではそのシーンはカットされている）。
また、プロメテウス・ブラック（メルトダウン）に対して資金支援も行ったこともある。
漫画版のザ・クールでは未登場。
メルトダウン / Meltdown
声 - 立木文彦 / ピーター・ストーメア
本名はプロメテウス・ブラック（Prometheus Black）。第7話（英語版では第5話）、第12話、第26話に登場。自ら開発した特殊ステロイドで金儲けを企む生物学者で、人体実験も厭わない非道な性格。
実験で発生した強力な溶解液の蒸気の影響から液体人間となってしまい、それ以後はメルトダウンと名乗る。身体から出る液体は彼の特殊防護服以外はトランスフォーマーのボディさえも溶かす。ロボットを嫌っているのもあって自分の置かれた境遇をサムダック博士のせいだと逆恨みし、第7話（英語版では第5話）ではサムダック博士を付け狙っている。一度逮捕されるものの、第26話では彼のバイオ技術を利用しようと考えたブラックアラクニアの手引きで脱走する。しかし、遺伝子改造装置の影響で自身が溶けて完全に液体となってしまった。なお、英語版ではスライム状に変異してなおも生き延びているという描写があった。
初登場した第7話（英語版では第5話）ではコロッソスを使ってプロレスのような興行をしていたこともあり、日本語版では演じる立木文彦がナレーションを勤めるPRIDEを意識した台詞を喋っていた。
漫画版のザ・クールでは未登場。
コロッソス・ロードス / Cyrus "the Colossus" Rhodes
声 - 飛田展男 / コーリー・バートン
メルトダウンの部下で彼に生体改造を施されたレスラー。第7話（英語版では第5話）、第12話に登場。普段は小柄な髭面の男だが特殊な筋力増強剤と肩の装置から発せられる電気信号との化学反応により強靭な肉体を持つ巨漢に変身する。クラクションや教会の鐘の音など、ある一定の音波が弱点で、これを受けると肩の装置が誤作動を起こし、元の体に戻ってしまったり、動けなくなったりする。
漫画版のザ・クールでは未登場。
プロフェッサー・プリンセス / Professor Princess
声 - 豊口めぐみ / キャス・スーシー
第4話（英語版では第10話）、第24話に登場。本名はペニー・プリンセス（Professor Penny Princess, Ph.D.）。ユニコーンのパウダーシュガーちゃんと名付けた飛行ロボットに乗って暴力的な玩具の排除やゲームの根絶を暴力的な方法で実行する少女。本当の意味での確信犯であり自分が犯罪者だとは欠片も思っていない。そのためトランスフォーマーをオートボット、ディセプティコン関係なく「悪いロボット」呼ばわりする。博士号を取得しているものの、外見的にはいかにも魔法少女を彷彿とさせるコスチュームを着ているため、日本語版ではアイアンハイドに「別の番組に出れば？」と言われた。英語版では一度警察に逮捕されたらしく、犯罪者集団S.U.V.結成後の犯行を伝えるニュースでは、刑務所に入る前の写真が公開されていた。
漫画版のザ・クールでは未登場。
アングリー・アーチャー / The Angry Archer
声 - 小西克幸 / ジェフ・グレン・ベネット
第6話（英語版では第4話）、第20話、第24話に登場。本名はA.A. アーチャー（A.A. Archer）。ロビン・フッドに似た恰好をした銀行強盗で、富と名声を得るために悪事を働く。武器は弓矢で、鏃が手榴弾やワイヤー付き吸盤などの様々なアタッチメントに変化する矢を使用する。また、レックガーの名付け親でもある。
英語版では芝居がかった口調が特徴だが、日本語版ではアントニオ猪木の口調を真似たり、言葉を引用している。
顔のデザインと名前はハズブロの開発ディレクターで本シリーズにも関わっているAaron Archer （アーロン・アーチャー）に由来している。彼の発案でアングリー・アーチャーの利き腕は彼と同じ左利きになっている。
漫画版のザ・クールでは未登場。
スピードキング / Nanosec / speed king
声 - 子安武人 / ブライアン・ポゼーン
第9話（英語版では第8話）、第24話に登場。本名はニノ・セクストン（Nino Sexton）。金にとにかく目が無い泥棒。持ち前の俊敏さを活かした素早い動きで相手を翻弄する。オートボットによって逮捕されるがメガトロンによって保釈され、彼からサムダック・システムズで開発途中だった超高速で移動できる特殊スーツを与えられる。特殊スーツを得てからはスピードキングと名乗る。第9話（英語版では第8話）ではオートボットとの戦闘で特殊スーツの能力を使い過ぎてしまい、その反動によって老化してしまった。第24話にてスロー・モーによって若さを取り戻す。ちなみに英語版では老化した後に警察に逮捕される描写があった。
漫画版のザ・クールでは未登場。
ヘッドマスター / Headmaster
声 - 岡野浩介 / アレクサンダー・ポリンスキー
第13話、第18話、第30話、第31話に登場。本名はヘンリー・マスターソン（Henry Masterson）。元々はサムダックシステムズに所属していたが解雇され、そのことでサムダック博士を逆恨みしている。確かな技術力を持つ反面、自信過剰で上司に対して馴れ馴れしい態度を取るなど社交性に問題のある性格。さらに軍事・戦闘用のロボットを作ることとロボットを破壊することが大好きで、そのことが解雇の原因となった。英語版ではネットスラングをよく口に出すキャラクター付けがされている。日本語版では「超サイコウ!」が口癖で、ヘッドマスターユニットが付属しているTA-43アイアンハイドライト&サウンドにはその台詞が収録されている。
自らが開発したヘッドマスターユニットを使ってアイアンハイドやセンチネルのボディを奪って悪用しようとしたが、オートボットにことごとく阻止されている。
第18話ではサムダックが失踪したのに乗じて社長に就任したパウエルに招聘され社員に復帰。サムダック社で軍事用ロボットの開発に乗り出すが、第30話でサムダック博士によって再び解雇され、腹いせにヘッドマスターユニットを使ってサムダック博士とサリを襲撃したが、オプティマスプライム（コンボイ）の機転によって襲撃に失敗し警察に逮捕される。
漫画版のザ・クールでは未登場。
マスター・ディザスター / Master Disaster
声 - 小杉十郎太 / ビル・ファッガーバッケ
第21話に登場。200万人が視聴している違法レース番組『スピードデーモン』の主催者。視聴率を獲得するためには手段を選ばない性格。オートボットとディセプティコンの戦闘に巻き込まれた後、ファンゾーン警部によって逮捕される。
漫画版のザ・クールでは未登場。
スロー・モー / Slo-Mo
声 - 本田貴子 / タラ・ストロング
第24話に登場。トランスフォーマーなど、あらゆる機械を止めるオールスパークの欠片が組み込まれた装置を持ったお喋りな女犯罪者。時計の分針を模した瞳を持ち、喪服のような服を着ている。時計の組み立て工場で働いていたが、元々金儲けに目が無く、金にならないことは切り捨てる性格。偶然見つけたオールスパークの破片の力を使って悪事に手を染め、スピードキング、アングリー・アーチャー、プロフェッサー・プリンセスと手を組み犯罪者集団S.U.V.を結成する。しかし、他のS.U.V.のメンバーと共にファンゾーン警部率いる警察によって逮捕される。
漫画版のザ・クールでは未登場。
顔のデザインと名前はハズブロの男子を対象にした玩具のマーケティングとデザインを担当する部署の常務であるSamantha Lomow （サマンサ・ロモー）に由来している。

## その他のキャラクター
テレトラン1（テレトランワン） / Teletraan I
声 - 高垣彩陽 / タラ・ストロング
オートボット宇宙船のメインコンピュータ。機能を停止したオメガスプリームの代わりに艦を制御するために、女性の人格が組み込まれている。
スパークプラグ / Sparkplug
サムダックが娘のサリの7歳の誕生日にプレゼントとして作ったロボット犬。「スパーキー」とも呼ばれる。第18話ではヘッドマスターによって戦闘用に改造されている。
先生ロボット / Tutor Bot
声 - 無し / トム・ケニー
サリの教育用ロボット。頭がテレビになっており、他にもテーマパーク案内用などの同型機が存在する。第18話ではヘッドマスターによって戦闘用に改造されている。
ナノモンスター
ナノマシンの暴走で巨大化したゴキブリ。第2話に登場。周囲の物を取り込んで巨大化する。第20話でパウエルはこの技術を応用したゴミ処理用ナノマシンの売込みを目論んでいた。
フュージョンクリーチャー / Fusion Creatures
メルトダウンが自分の研究所で作り出した2体のミュータント。第12話と第26話に登場。グリムロックやオプティマスプライム（コンボイ）に匹敵するパワーを持つが火には弱い。それぞれコウモリとサメに複数の生物を合成したような姿をしており、その姿はプリテンダー・ブラッド（Bomb-Burst）とギルマー（Submarauder）のアウターシェル（『超神マスターフォース』のモンスター形態）に酷似している。
宇宙フジツボ / Space Barnacles
ゲル状で単眼を持つ宇宙生命体。第14話に登場。サイバトロン星にもその存在が確認され、機械に寄生してエネルギーを主食としている。バラバラになったメガトロンのボディを取り込んでいるため、以前よりもパワーアップしている。
またトランスフォーマーにも寄生することが可能で、自分の手足のように操れるが熱に弱い。
ロックロード / Rock Lords
隕石に擬態することができる宇宙怪獣。第31話に登場。体がバラバラにされても細胞一つ一つが小型のロックロードへと再生する。

### アニメ未登場
『トランスフォーマー ジェネレーション2010』、『トランスフォーマー ジェネレーション2011 VOL.1』、海外ムック本『TRANSFORMERS ANIMATED: THE ALLSPARK ALMANAC』、『TRANSFORMERS ANIMATED: THE ALLSPARK ALMANAC II』、『TRANSFORMERS ANIMATED: THE COMPLETE ALLSPARK ALMANAC』によると企画案のみで終わった第4シーズンに登場する予定であったキャラクター。
ダイアトラス / Dai Atlas
ヨケトロンの死後、サイバーニンジャの師範を務めているオートボット。ドリフトを弟子にしている。モチーフは『Z（ゾーン）』のダイアトラス/Dai Atlas。
ドリフト / Drift
ダイアトラスの弟子のオートボット。アニメ版本編の登場は無いが海外ムック本『TRANSFORMERS ANIMATED: THE ALLSPARK ALMANAC』、『TRANSFORMERS ANIMATED: THE COMPLETE ALLSPARK ALMANAC』サイバーニンジャのダイアトラスの元で修行していると言及があり、のちに出版された加筆修正版の海外ムック本『TRANSFORMERS ANIMATED: THE COMPLETE ALLSPARK ALMANAC』では立ち絵が追加されている。モチーフはG1に登場した元ディセプティコン戦士のデッドロック/Deadlockで改心したドリフト/Drift。
スターセイバー / Star Saber
モチーフは『V（ビクトリー）』のスターセイバー/Star Saber。
コスモス / Cosmos
モチーフはG1に登場したアダムス/Cosmos。
ブラスター / Blaster
モチーフはG1に登場したカセットボットのリーダーであるブロードキャスト/Blaster。

## 用語解説

### 設定関連
サイバトロン星
トランスフォーマーの故郷である惑星。
サイバトロンモード
トランスフォーマーがサイバトロン星や自分たちの生活圏で暮らしている姿。サイバトロン星由来のビークルに変形する。
アースモード
地球にやって来たトランスフォーマーがその土地のビークルをスキャンすることによって擬態ができるようになった姿。変形するビークルが変わることでロボットモードの姿も変化する。
サイバーニンジャ / Cyber-Ninja
サイバトロン武術である「回路攻め（Circuit-Su）」や「メタリカトー（Metallikato）」を駆使する、忍者を彷彿とさせるスタイルの格闘技の流派。開祖はヨケトロンであり、プロトフォームの守護者としての責任も担っていた。極めた者は念動力のような不思議な力を行使することも出来るようになり、さらにはオールスパークの力を集めることさえ出来るようになる。
プロトフォーム / Protoform
トランスフォーマーが生まれてすぐのスキャンする前の姿。DNAなどの情報を取り込むことによりボディを形成する。種の存続のために生み出された次世代のトランスフォーマーだったが、万が一プロジェクト・オメガが失敗した場合は覚醒させられた上で生還の望み薄いディセプティコンとの最終決戦に駆り出される予定だった。ヨケトロンを初めとするサイバーニンジャ継承者によって守護されていたがそのほとんどがロックダウンの襲撃によって強奪されている。
オートボット宇宙船 / The Autobot Ship
オプティマスプライム（コンボイ）たちが使う中型宇宙船。船内のメインコンピュータはテレトラン1（テレトランワン）。探査ポッドと小型脱出艇を搭載。武器として大型キャノン砲があるが、ほとんど使用されていなかった。地球へ不時着した際にエリー湖の底に沈没した。元々はディセプティコンの殲滅を目的として造られた兵器であるオメガスプリームであり、グレートウォーでは強力な戦闘艦だったがほとんどの武装は封印され、その後、ラチェットが貨物船として使用していた。
戦艦ネメシス / The Nemesis
メガトロンたちが乗る大型宇宙戦闘艦。オプティマス部隊との戦闘の際にスペースブリッジの破壊に巻き込まれて大破する。それから50年間、スタースクリームの操舵で銀河中を彷徨い、オールスパークの反応を辿って地球付近まで接近し、月に墜落した。
デスヘッド / The Death's Head
ロックダウンが乗る宇宙船。ホログラフにより周囲の建物に偽装することができる。
スティールヘイヴン / The Steelhaven
ウルトラマグナスらが乗るエリートガード用の大型戦艦。センチネルが再度地球に訪れた際にも使用している。
メトロプレックス / The Metroplex
サイバトロン星にあるオートボット最高評議会の本部。G1に登場したメトロフレックスのスクランブルシティ形態がモチーフ。
フォートレスマキシマス / Fortress Maximus
サイバトロン星にあるエリートガードの基地。タワー内部に強力なキャノン砲を内蔵している。トランスフォーマー　ザ・ヘッドマスターズに登場するサイバトロン司令官フォートレスマキシマス/Fortress Maximusのシティーモードがモチーフ。
ヘッドマスターユニット / Headmaster unit
ヘッドマスターが開発した頭部型強制有人操縦ユニット。レーザー（cutting laser）でロボットの頭部を切断し、頭部を切断された体と合体することで制御系統を乗っ取ることができる。これは通常のロボットだけでなくトランスフォーマーに対しても有効で、劇中ではアイアンハイドとセンチネルがこの被害を受けた。頭部ユニットには複数のミサイルと電気ショック装置（electric stun TASER）を内蔵。頭部ユニットのみの状態で小型ロボへの変形も可能。

### 玩具関連
デラックスクラス・ヴォイジャークラス・リーダークラス・スプリームクラス
玩具を大きさでクラス分けした呼び方。右のものほど大きい。スプリームクラスのアニメイテッドの玩具はオプティマスプライム（コンボイ）のみ。en:Transformers Animated (toy line)も参照。
アクティベイターズ
一発変形を売りとしたアニメイテッドの玩具群。デラックスクラスより小さく、『前作』や実写映画版ラインにおけるスカウトクラスにあたる。
EZコレクション
タカラトミーのアニメイテッドの玩具では最も小さいクラス。北米におけるレジェンズにあたる。日本ではブラインドボックスで売られている。EZコレクションは他のシリーズの玩具も同じラインナップで売られた。

## トリビア
- 本作品ではかつてトランスフォーマーシリーズに出演したキャストが多数いるが、本項では注釈で示した「過去に同じ役（もしくはそれに近い役）を演じたキャスト」についてのみ解説を行う。それ以外のキャストは各リンク先を参照。

1. ^『スクランブルシティ発動編』でもウルトラマグナス / Ultra Magnusを演じた。
2. ^『ビーストウォーズ』では同じく恐竜に変身するダイノボット / Dinobotを演じた。
3. ^『ビーストウォーズ』でもプテラノドンに変身するテラザウラー / Terrorsaurを演じた。
4. ^『マイクロン伝説』でもスタースクリーム / Starscreamを演じた。
5. ^『スーパーリンク』でも四つの顔と四つの人格を持つキャラクター、アルファQ / Alpha Quintesson / Alpha Qを演じており、チョー本人も「アルファQに似た役だ」と語っている。
6. ^『ビーストウォーズ』でもブラックアラクニア（ブラックウィドー） / Blackarachniaを演じた。
7. ^『初代』でもオメガスプリーム / Omega Supremeを演じた。
8. ^『ザ・ムービー』、『2010』、『ザ☆ヘッドマスターズ』でもホットロディマス / Hot Rod / Hot Rodimus及びロディマスコンボイ / Rodimus Prime / Rodimus Convoyを演じた。
9. ^『マイクロン伝説』でもホットロッド / Hot Shotを演じた。
10. ^『ビーストウォーズリターンズ』でもストライカ / Strikaを演じた。
11. ^『ビーストウォーズ』でもラットル / Rattrapを演じた。
12. a b c d G1の英語版でも同名のキャラクターを演じた。

- 日本語版でオプティマスプライム（コンボイ）の声を担当した高橋広樹は『ビーストウォーズII』ではスタースクリーム（後にヘルスクリームに強化）の声を担当しており、スタジオでスタースクリームの名を呼ばれると未だに体が反応してしまうと放映開始当初のインタビューで語っていた。[35]
- 日本語版でメガトロンの声を担当した若本規夫は『ギャラクシーフォース』では惑星アニマトロスのリーダーであるフレイムコンボイの声を担当しており、コンボイとメガトロンの両方を演じることになった。
- 英語版でオプティマスプライム（コンボイ）の声を担当したデビッド・ケイはかつて、ビーストウォーズシリーズや『マイクロン伝説』、『スーパーリンク』、『ギャラクシーフォース』のマイクロン三部作（ユニクロン三部作）でメガトロンやガルバトロンの声を担当しており、オプティマスプライム（コンボイ）とメガトロンの両方を演じることになった。
- 日本語版の第11話の次回予告（第12話予告）では『ブリッツウイングの唄』[36] なるものが披露されており、ウェブ版（第11話予告）とテレビ版（第12話予告）では歌詞に差異がある。なお、チョーは『ビーストウォーズリターンズ』でノーブル / Nobleを演じた際もキャラクターをモチーフにした唄を披露していた。

## 参考
- タカラトミー版公式サイト
- テレビ愛知・日本版放送情報サイト
- パラマウント・ジャパンDVD公式サイト
- Jim Sorenson『TRANSFORMERS ANIMATED: THE ALLSPARK ALMANAC』 - ISBN 978-1-60010-487-9
- Jim Sorenson『TRANSFORMERS ANIMATED: THE ALLSPARK ALMANAC II』 - ISBN 978-1-60010-683-5
- Jim Sorenson『TRANSFORMERS ANIMATED: THE COMPLETE ALLSPARK ALMANAC』 - ISBN 978-1-63140-210-4
- ミリオン出版 トランスフォーマーアニメイテッド大百科 ISBN 978-4-8130-2125-4
- ミリオン出版 トランスフォーマージェネレーション2010 ISBN 978-4-8130-2130-8
- ミリオン出版 トランスフォーマージェネレーション2011 VOL.1 ISBN 978-4-8130-2141-4
- 講談社 決定版 トランスフォーマーパーフェクト超百科 ISBN 978-4-065-1735-10
- 講談社 トランスフォーマー スーパー大図鑑 ISBN 978-4-065-2005-99